# 악숨 왕국
악숨 왕국 또는 악숨 제국은 고전 고대부터 중세까지 동아프리카와 남아라비아에 존재했던 왕국으로, 현재의 북부 에티오피아와 에리트레아에 기반을 두었으며, 오늘날의 지부티와 수단까지 영토를 확장했다. 초기 드마트 문명에서 발전하여 1세기에 건국되었다. 악숨 시는 여러 세기 동안 왕국의 수도로 기능하다가 9세기경 무역 연결망의 쇠퇴와 반복적인 침략으로 인해 쿠바르로 수도를 옮겼다.
악숨 왕국은 페르시아의 예언자 마니에 의해 3세기의 4대 강대국 중 하나로 여겨졌으며, 이는 페르시아, 로마, 중국과 어깨를 나란히 했다. 악숨은 게다라( 200–230c.) 통치 하에 계속 확장되었는데, 그는 남아라비아 문제에 개입한 최초의 왕이었다. 그의 통치로 인해 티하마, 나지란, 알 마아피르, 자파르( 230c.까지), 그리고 북부 고원의 하미르 주변 하시드 영토의 상당 부분을 지배하게 되었지만, 힘야르-사바 연합에 의해 밀려났다. 악숨-히마르 갈등은 3세기 내내 지속되었다. 엔두비스 (270년~310년) 통치 시기, 악숨은 동전을 주조하기 시작했으며, 이 동전들은 멀리 카에사레아와 남인도에서도 발굴되었다.
왕국은 로마와 인도 간의 무역로에서 주요 강국이 되었고 인도양 무역을 독점하면서 그리스-로마 세계의 문화권에 진입했다. 그리스-로마 세계와의 유대 관계로 인해 악숨은 4세기 중반 에자나 (320년대 –  360c.) 통치 하에 기독교를 국교로 채택했다. 기독교화 이후 악숨인들은 석비 건설을 중단했다. 왕국은 고대 후기 내내 계속 확장되어 330년 에자나 치하에서 잠시 쿠시 왕국을 정복하고 그곳에서 "에티오피아"라는 그리스어 외래어를 계승했다.
홍해에서 악숨의 지배력은 칼렙 (514년~542년) 통치 기간에 절정에 달했다. 그는 동로마 황제 유스티누스 1세의 요청으로 두 누와스 왕이 자행한 기독교 박해를 종식시키기 위해 예멘의 힘야르 왕국을 침공했다. 히마르 합병과 함께 악숨 왕국은 영토가 가장 넓어져 약 2,500,000 km2 (970,000 mi2)에 달했다. 그러나 이 영토는 악숨-페르시아 전쟁으로 상실되었다. 악숨은 520년부터 525년까지 남아라비아를 점유하다가 아브라하에 의해 수마야파 아샤와가 폐위되었다.
왕국의 점진적인 쇠퇴는 7세기경에 시작되었고, 이때부터 화폐 발행이 중단되었다. 홍해 지역의 페르시아(이후 무슬림) 세력은 악숨 경제에 타격을 주었고, 악숨 시의 인구는 줄어들었다. 환경적 요인 및 내부 요인과 함께 이러한 점들이 쇠퇴의 원인으로 제시된다. 악숨의 마지막 3세기는 암흑기로 여겨지며, 왕국은 960년경 불확실한 상황에서 붕괴되었다. 고대 후기의 주요 제국 중 하나였음에도 불구하고 악숨 왕국은 중세 후기 내내 에티오피아가 고립되면서 점차 잊혀졌다.

## 어원
카를로 콘티 로시니는 악숨이라는 단어가 셈어 뿌리에서 파생되었으며, '푸르고 울창한 정원' 또는 '풀이 무성한'을 의미한다고 믿었다.

## 역사

### 초기 역사
악숨이 세워지기 전, 에리트레아와 북부 에티오피아의 티그라이 고원에는 드마트로 알려진 왕국이 있었다. 고고학적 증거에 따르면 이 왕국은 현대 예멘의 사바인의 영향을 받았다. 과거에는 사바인들이 에티오피아에 셈족 문명을 세운 것으로 학계에서 합의되었으나, 현재는 반박되었고 그들의 영향은 미미했던 것으로 간주된다. 사바인의 존재는 수십 년에 불과했지만, 이후 악숨 문명에 미친 영향은 남아랍 문자의 채택을 포함하며, 이는 그으즈 문자로 발전했고, 고대 셈족 종교에도 영향을 주었다.
악숨의 발전 초기 수세기, 즉 작은 지역 중심지에서 중요한 강국으로 전환하는 시기는 대체로 불분명하다. 고베드라, 악숨 서쪽 2킬로미터 지점에서 석기 시대 유물이 발굴되었다. 악숨 북서쪽 언덕인 베타 기요르기스에서의 발굴은 악숨 근방에 기원전 7세기에서 4세기경으로 거슬러 올라가는 선악숨 시대 정착지의 흔적을 확인시켜 주었다. 악숨 중심부의 스텔레 공원 발굴에서 얻은 추가 증거는 기원 초기부터 이 지역에서 지속적인 활동이 있었음을 뒷받침한다. 악숨 시의 동쪽과 서쪽에는 두 개의 언덕과 두 개의 하천이 있는데, 이는 아마도 이 지역에 정착하게 된 초기 동기를 제공했을 것이다.
고고학적 증거에 따르면 악숨 정체는 기원전 150년에서 서기 150년 사이에 발생했다. 악숨 왕국 초기에는 하나 이상의 엘리트 거주지를 가진 매우 큰 핵형 공동체로 특징지어지는 소규모 지역 "왕국"이 존재했던 것으로 보인다. 이에 대해 스튜어트 먼로-헤이는 "아마도 왕국은 연맹이었을 것이며, 그 중 하나는 악숨 영역 내의 다른 소왕들의 충성을 받는 지역 수준의 왕이 이끌었을 것이다. 따라서 악숨 왕국의 통치자는 '왕중왕'이라는 칭호를 가졌는데, 이는 이 시대의 비문에서 자주 발견된다. 단일 왕실 혈통이 아직 나타났다는 증거는 없으며, 왕중왕이 사망할 때마다 다른 모든 왕들 중에서 새로운 왕이 선출되었을 가능성이 매우 높다."라고 결론짓는다.

### 악숨의 부흥
악숨에 대한 최초의 역사적 언급은 아마도 서기 1세기 중반으로 추정되는 무역 안내서인 에리트레아해 주기에 나온다. 악숨은 아둘리스와 프톨레마이오스 테론과 함께 조스칼레스의 영역에 속한다고 언급되어 있다. 이 지역은 주로 상아와 거북이 등껍질을 생산하는 곳으로 묘사된다. 에리트레아해 주기를 통해 악숨이 역사 초기부터 로마와 인도 간의 대륙 횡단 무역로에서 중요한 역할을 했음이 분명하다.
악숨이 아둘리스를 통제함으로써 에티오피아산 제품과 해외 수입품을 교환할 수 있었다. 대 플리니우스와 에리트레아해 주기 모두 이 항구를 언급하는데, 이곳은 악숨에서 5일 거리에 있는 초기 상아 시장 콜로에에서 3일 거리에 위치해 있었다. 북쪽의 로마 제국에서 동쪽의 인도와 실론까지 이어지는 이 홍해 무역은 악숨의 번영에 결정적인 역할을 했다. 이 도시는 상아, 거북이 등껍질, 코뿔소 뿔과 같은 상품을 수출하여 번성했다. 플리니우스는 또한 하마 가죽, 원숭이, 노예와 같은 추가 품목을 언급했다. 서기 2세기 동안 프톨레마이오스의 지리학자는 악숨을 강력한 왕국이라고 언급했다. 고고학적 발견과 문헌적 증거 모두 이 시기에 악숨 지역에서 중앙집권적인 지역 정체가 등장했으며, 이는 명확한 사회 계층화로 특징지어졌음을 시사한다. 서기 4세기 초까지 악숨 국가는 잘 정립되었고, 도시 중심지, 금, 은, 구리 주조 화폐를 포함한 공식 통화, 집약적인 농업 시스템, 그리고 조직된 군대를 특징으로 했다.
서기 200년경, 악숨의 야망은 남아라비아로 확장되었고, 악숨은 알 마아피르에 자리 잡고 사바와 히마르와 여러 지점에서 충돌하며 주요 왕국 및 부족들과 다양한 동맹을 맺었다. 3세기 초반, GDRT와 ʽDBH 왕들은 이 지역으로 군사 원정대를 파견했다. 현지 아라비아 왕조의 비문에는 이 통치자들을 "악숨과 하바샤트의 나가시"라는 칭호로 언급하고 있으며, 동티그라이에서 발견된 금속 유물에도 "악숨의 느구스 GDR"이라는 특정 인물이 언급되어 있다. 같은 세기 후반에는 하바샤트의 왕인 DTWNS와 ZQRNS가 아라비아에서 싸우는 것이 언급되어 있다. 코스마스 인디코플레스테스가 기록한 에리트레아의 그리스어 비문인 아둘리타눔 기념비에 따르면, 3세기 중반에서 후반(대략 240년에서 260년 사이)에 악숨인들은 익명의 왕의 지도 아래 에티오피아고원과 아라비아반도에서 상당한 영토 확장을 이루었으며, 그들의 영향력은 타나호와 이집트 국경에까지 미쳤다.
서기 3세기 말까지 악숨은 마니의 케팔라이아에서 로마, 페르시아, 중국과 함께 세계 4대 강국 중 하나로 인정받았다. 악숨의 정치적 영향력이 확대됨에 따라 기념비의 웅장함도 커졌다. 고고학 발굴을 통해 평범하고 거친 표지석에서 아프리카에서 가장 큰 기념비 중 일부로 진화한 초기 석비 사용이 밝혀졌다. 악숨 왕실 무덤이 있는 주묘지의 화강암 석비는 평범한 것에서 정교하게 다듬은 화강암으로, 결국 독특한 건축 양식의 다층 탑을 닮도록 조각되었다. 악숨 건축은 거대한 다듬은 화강암 블록, 벽을 위한 작은 다듬지 않은 돌, 진흙 모르타르, 둥근 천장과 아치를 위한 벽돌, 그리고 "원숭이 머리" 또는 사각형 모서리 돌출부로 알려진 보이는 목재 골조를 특징으로 했다. 벽은 안쪽으로 기울어졌고 추가적인 강도를 위해 여러 개의 오목한 만입부를 통합했다. 악숨과 아둘리스, 마타라와 같은 다른 도시들은 이러한 건축 양식을 사용한 실질적인 "궁전" 건물을 자랑했다. 6세기 초, 코스마스 인디코플레스테스는 악숨 방문을 묘사하며 악숨 왕의 4개의 탑이 있는 궁전을 언급했는데, 이 궁전은 유니콘 청동상으로 장식되어 있었다. 악숨은 또한 거대한 화강암 왕좌들을 특징으로 했는데, 이는 기독교 이전 신들에게 헌정된 금속상들을 지탱했을 것으로 보인다. 이 왕좌들은 측면과 뒷면에 비문을 새긴 큰 패널을 포함하고 있었으며, 우사나스, 에자나, 칼렙, 그리고 그의 아들 와제바의 것으로, 이 왕들의 전쟁을 기록한 승리 기념비로 사용되었다.
에자나 왕은 4세기에 악숨의 첫 기독교 통치자가 되었다. 에자나의 동전과 비문은 340년경 기독교 이전의 이미지에서 기독교 상징으로의 변화를 보여준다. 기독교로의 개종은 에티오피아 역사상 가장 혁명적인 사건 중 하나였는데, 이는 악숨이 지중해 세계와 문화적 연결고리를 형성하게 했기 때문이다. 악숨은 동로마 제국과 정치적 연결고리를 형성했으며, 동로마 제국은 스스로를 기독교권의 보호자로 여겼다. 에자나 석비에 새겨진 세 개의 비문은 에자나 왕의 기독교 개종과 인접 지역에 대한 그의 두 차례 군사 원정을 기록하고 있는데, 하나는 그리스어로, 다른 하나는 그으즈어로 새겨져 있다. 두 원정은 두 가지 다른 원정을 의미하는데, 하나는 "노바족"에 대한 것이고, 다른 하나는 베자족에 대한 것이다. 비문에 따르면 노바족은 나일강과 아트바라강의 합류점 어딘가에 정착했으며, 쿠시 왕국의 상당 부분을 점령한 것으로 보였다. 그러나 비문에서 악숨인들이 두 강이 합류하는 지점에서 그들과 싸웠다고 언급하고 있기 때문에 그들은 쿠시인들을 그들의 심장부에서 쫓아내지는 않았다. 비문에는 또한 원정대가 파견된 수수께끼의 "붉은 노바족"도 언급되어 있다. 이 민족은 더 북쪽에 정착한 것으로 보이며, 누비아 왕 실코의 칼라브샤 신전 벽에 새겨진 비문에 언급된 "다른 노바데스"와 동일할 수도 있다.

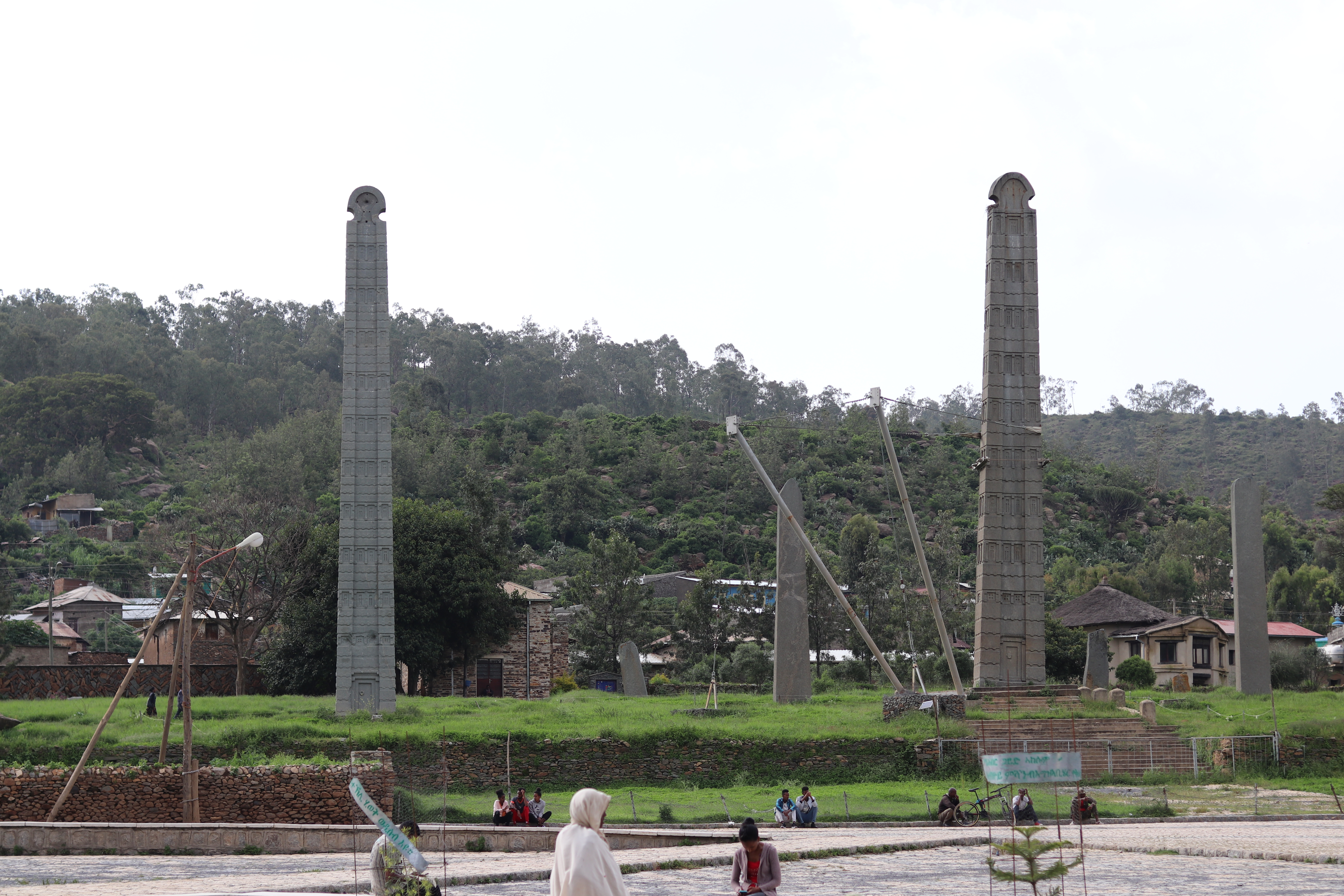
악숨 오벨리스크

칼렙 왕은 예멘에서 기독교 공동체를 박해하던 유대인 히마르 왕 두 누와스에 대항하여 원정대를 보냈다. 칼렙은 예멘 정복자로서 그 시대에 널리 명성을 얻었다. 그는 자신의 왕실 칭호를 확장하여 남동 예멘의 하드라마우트 왕뿐만 아니라 예멘의 해안 평원과 고원, 그리고 "모든 아랍인"을 포함시켜 홍해 너머 아라비아 전역에 걸친 악숨의 광범위한 영향력을 강조했다. 두 누와스는 폐위되고 살해되었고 칼렙은 아랍인 부왕 에시미파이오스 ("수무아파 아샤와")를 임명했지만, 그의 통치는 5년 만에 악숨인 아브라하가 주도한 쿠데타로 축출되면서 짧게 끝났다. 칼렙은 아브라하에 대항하여 두 차례 원정대를 보냈지만, 두 차례 모두 결정적인 패배를 당했다. 프로코피오스에 따르면, 악숨이 그를 제거하려는 시도가 실패한 후, 아브라하는 악숨 왕에게 조공을 바치는 조건으로 예멘을 계속 통치했다.
아브라하 사후, 그의 아들 마스루크 아브라하는 악숨의 예멘 부왕직을 이어받아 악숨에 대한 조공을 계속했다. 그러나 그의 이복형 마드-카리브가 반란을 일으켰다. 마드-카리브는 처음에는 로마 황제 유스티니아누스 대제에게 도움을 요청했으나 거절당하자 사산 페르시아 황제 호스로 1세와 동맹을 맺기로 결정했고, 이는 악숨-페르시아 전쟁을 촉발시켰다. 호스로 1세는 바흐레즈 사령관 휘하의 소규모 함대와 군대를 보내 예멘 왕을 폐위시키도록 했다. 이 전쟁은 악숨 예멘의 수도인 사나 공성전으로 절정에 달했다. 570년 사나가 함락되고 마스루크가 사망한 후, 마드-카리브의 아들 사이프가 왕위에 올랐다. 575년, 사이프가 악숨인들에게 살해되면서 전쟁은 다시 재개되었다. 페르시아 장군 바흐레즈는 8,000명의 또 다른 군대를 이끌고 예멘에서 악숨의 지배를 종식시키고 예멘의 세습 총독이 되었다. 스튜어트 먼로-헤이에 따르면, 이 전쟁들은 강대국으로서 악숨의 마지막 불꽃이었을 수 있으며, 악숨의 권위가 전반적으로 약화되고 돈과 인력의 과도한 지출이 초래되었다.

### 쇠퇴

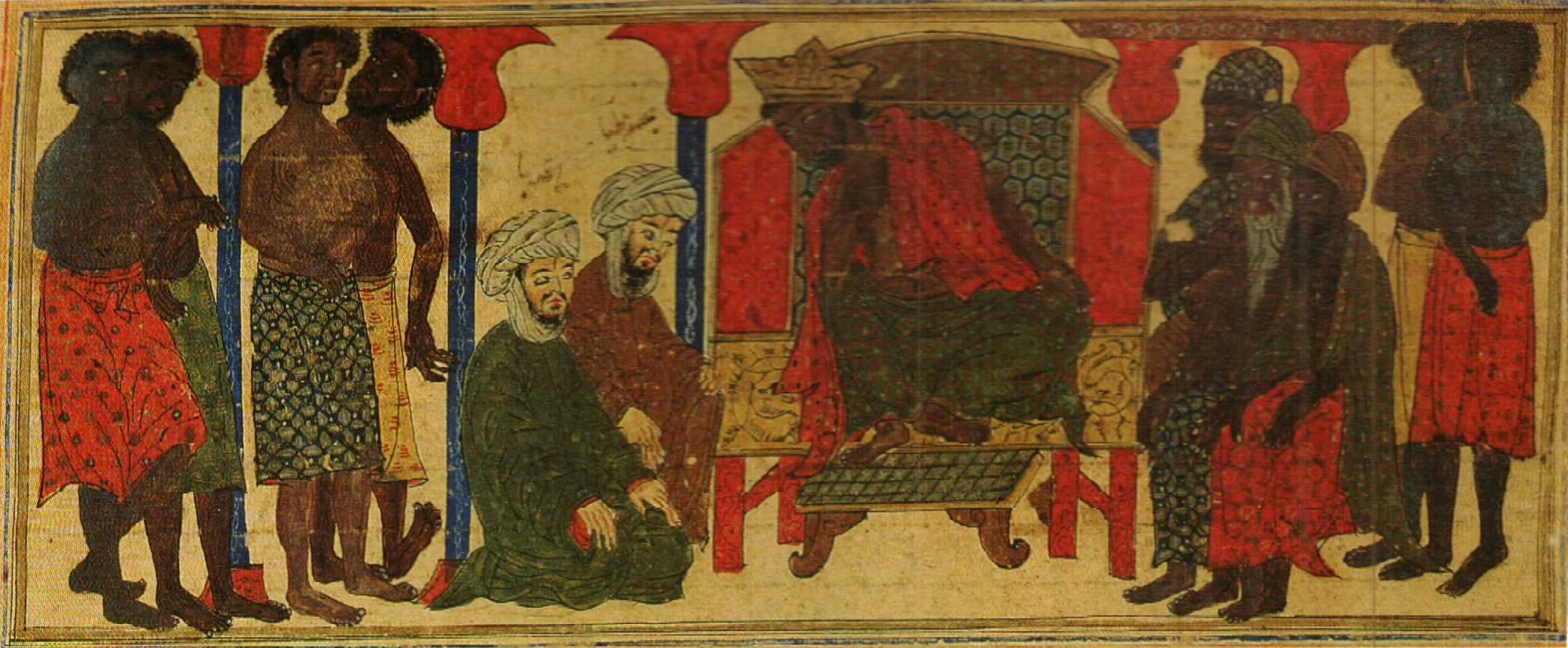
14세기 이슬람 시대 1차 히즈라 묘사

악숨의 홍해 무역은 아마도 페르시아의 이집트와 시리아 정복, 그리고 뒤이은 예멘에서의 패배로 인해 타격을 입었을 것이다. 그러나 7세기 초 이슬람의 부흥과 라시둔 칼리파국의 확장은 더욱 지속적인 영향을 미쳤다. 악숨은 초기에는 이슬람 이웃들과 좋은 관계를 유지했다. 예를 들어 615년, 메카에서 쿠라이시족의 박해를 피해 온 초기 무슬림들은 악숨으로 피난하여 보호를 받았다. 이 여정은 이슬람 역사에서 제1차 히즈라로 알려져 있다. 630년, 무함마드는 아비시니아 해적으로 의심되는 자들을 상대로 알캄마 이븐 무자지즈의 원정을 보냈다. 아랍인들이 동로마 속주를 장악하면서 로마 및 비잔티움 세계와의 무역은 중단되었다. 그 결과, 악숨은 고립이 심화되면서 번영이 쇠퇴했고 결국 8세기 초에는 동전 생산을 중단했다. 악숨의 쇠퇴는 인근의 이슬람 영향을 받은 할라 왕국의 부상에 기여했다.
이슬람 정복만이 악숨 쇠퇴의 유일한 원인은 아니었다. 쇠퇴의 또 다른 이유는 베자족 유목민들의 확장 때문이었다. 가난한 나라 때문에 많은 사람들이 북부 에티오피아 고원으로 이주하기 시작했다. 7세기 말, 자나파이라고 알려진 강력한 베자족이 가슈-바르카 계곡을 통해 에리트레아 고원으로 들어왔다. 그들은 악숨이 더 이상 국경에 대한 주권을 유지할 수 없게 되자 에리트레아 고원의 상당 부분을 점령하고 약탈했다. 그 결과 홍해 항구와의 연결이 끊어졌다.
이와 동시에 악숨 인구는 보호를 위해 고지대로 더 내륙으로 이동해야 했고, 악숨을 수도에서 포기하게 되었다. 당시의 아랍 작가들은 에티오피아(더 이상 악숨으로 불리지 않음)를 광대하고 강력한 국가로 계속 묘사했지만, 그들은 대부분의 해안선과 그들의 조공국에 대한 통제권을 잃었다. 북쪽에서는 영토를 잃었지만 남쪽에서는 얻었고, 에티오피아는 더 이상 경제 대국이 아니었음에도 불구하고 여전히 아랍 상인들을 끌어모았다. 수도는 쿠바르라는 새로운 장소로 남쪽으로 옮겨졌다. 아랍 작가 야쿠비는 새로운 악숨 수도를 묘사한 최초의 인물이다. 수도는 아마도 남부 티그라이 또는 앙고트에 위치했을 것으로 보이지만, 이 도시의 정확한 위치는 현재 알려져 있지 않다. 9세기 에티오피아에서는 기근이 기록되었다. 콥트 총대주교 야고보 (819년~830년)와 요셉 (830년~849년)은 에티오피아의 상태를 전쟁, 역병, 그리고 불충분한 강우 탓으로 돌렸다. 데그나 잔의 통치 아래, 9세기 동안 제국은 남쪽으로 계속 확장되었고, 앙고트 남쪽에서 선교 활동을 벌였다.

#### 구디트의 침공

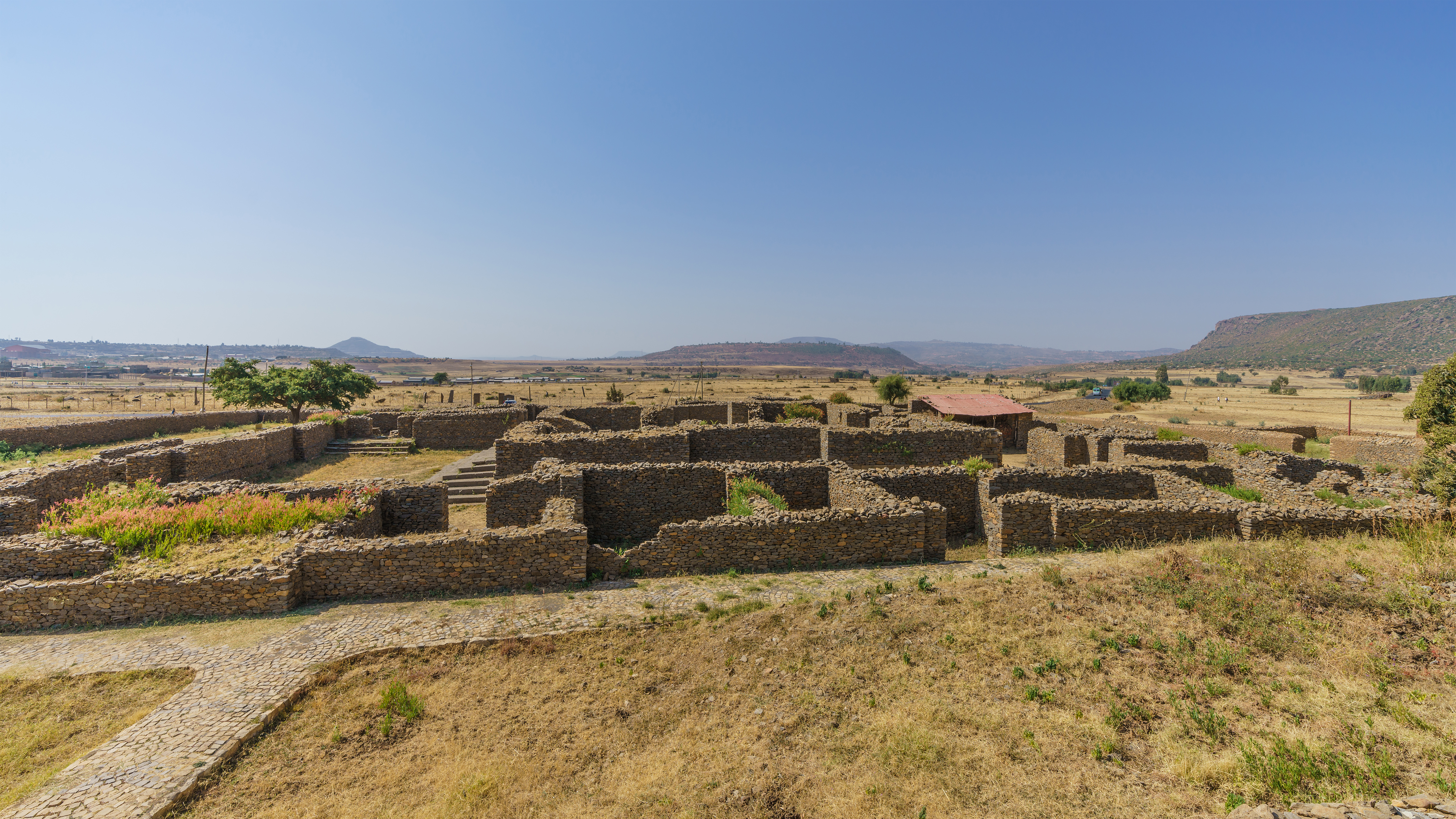
에티오피아 티그라이주 악숨에 있는 둥구르 유적

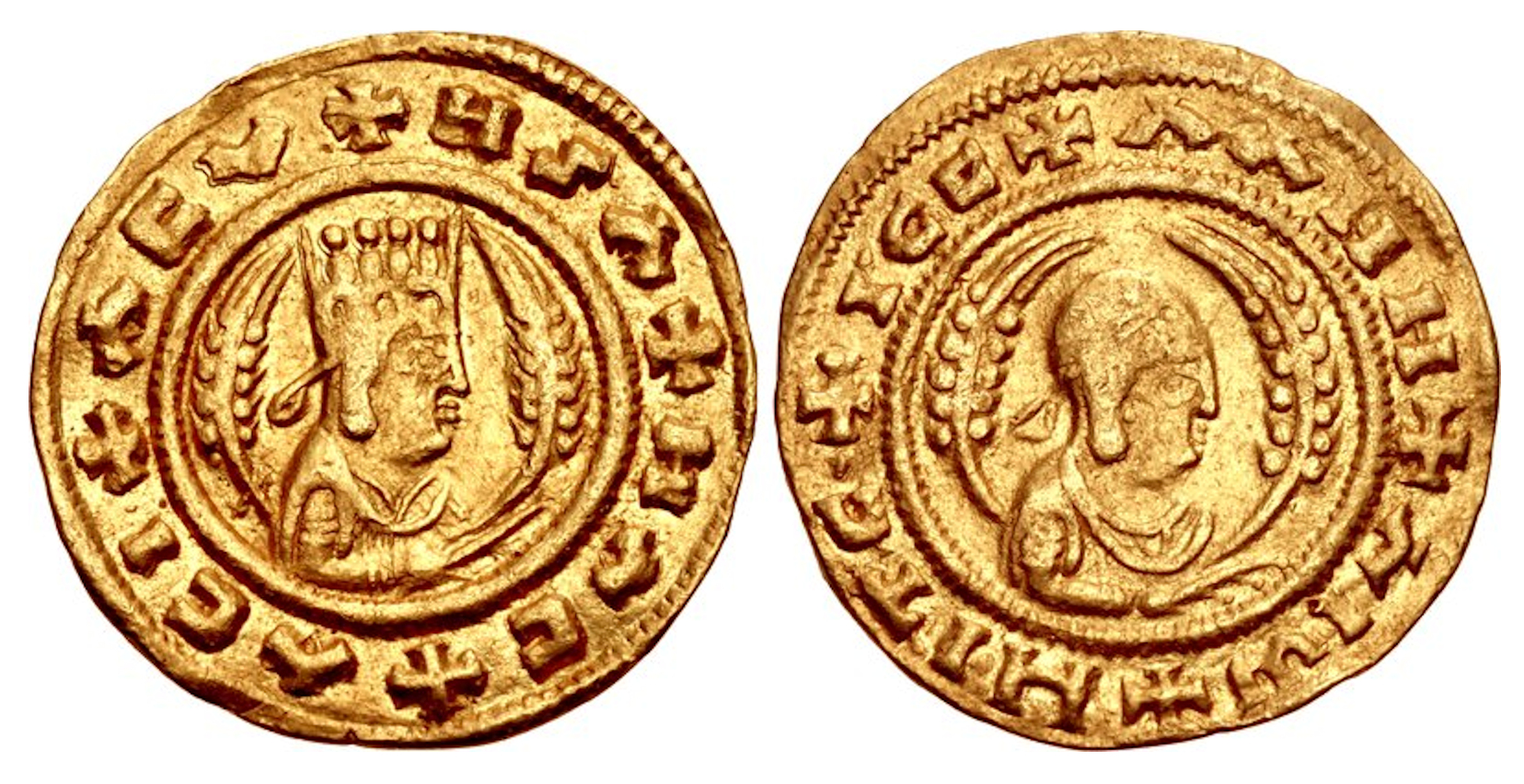
에자나 왕의 동전, 330년~360년.

현지 역사에 따르면, 960년경 요딧(유디트) 또는 "구디트"라는 이름의 유대인 여왕이 제국을 격파하고 교회와 문헌을 불태웠다고 한다. 이 시기에 교회가 불타고 침략이 있었다는 증거는 있지만, 그녀의 존재는 일부 서구 작가들에 의해 의문시되어 왔다. 구디트는 교회와 건물을 파괴하고 기독교인을 박해하며 기독교 성상 파괴를 자행하여 악숨을 약탈했다. 그녀의 기원은 학자들 사이에서 논쟁이 되어 왔다. 일부는 그녀가 유대인 민족이거나 남부 지역 출신이라고 주장했다. 한 전통적인 기록에 따르면, 그녀는 40년 동안 통치했으며 그녀의 왕조는 서기 1137년까지 지속되다가 마라 타클라 하이마노트에 의해 전복되었고, 이는 아가우족 주도의 자그웨 왕조의 시작으로 이어졌다.
구전 전승에 따르면, 구디트는 베타 이스라엘 왕을 살해한 후 권력을 잡았고 40년 동안 통치했다. 그녀는 시미엔 산맥과 타나호에서 유대인 군대를 이끌고 악숨과 그 주변 지역을 약탈했다. 그녀는 티그라이에 있는 악숨 왕조의 모든 구성원, 궁전, 교회, 기념물을 파괴하기로 결심했다. 그녀의 악명 높은 행위는 여전히 북부 에티오피아에 사는 농부들에 의해 이야기된다. 이 지역에서는 거대한 유적, 서 있는 돌, 석비들이 발견된다. 구디트는 또한 악숨의 마지막 황제, 아마도 딜 나오드를 살해했지만, 다른 기록에 따르면 딜 나오드는 기독교인들의 보호를 받으며 셰와로 망명했다고 한다. 그는 누비아 그리스인 통치자 마쿠리아의 모세 게오르기오스 왕에게 도움을 청했지만, 그의 요청은 거절되었다. 그녀는 왕위 이름이 암바사 우뎀인 데그나-잔이 뒤를 이었다고 한다. 그녀의 통치는 악숨 인구가 남쪽으로 이주하게 된 시기로 기록된다. 한 에티오피아 전통 기록에 따르면, 그녀는 40년 동안 통치했으며 그녀의 왕조는 서기 1137년 마라 타클라 하이마노트에 의해 결국 전복되었고, 그는 마지막 악숨 황제 딜 나오드의 후손과 결혼하여 자녀를 낳음으로써 자그웨 왕조의 형성을 이끌었다.
짧은 암흑기 이후, 악숨 제국은 11세기 또는 12세기(아마도 1137년경)에 규모와 범위가 제한적이긴 했지만 자그웨 왕조에 의해 계승되었다. 그러나 마지막 자그웨 왕을 죽이고 1270년경 현대 솔로몬 왕조를 세운 예쿠노 암라크는 자신의 혈통과 통치권을 악숨의 마지막 황제 딜 나오드에게서 찾았다. 악숨 제국의 종말이 악숨 문화와 전통의 종말을 의미하지는 않았다는 점을 언급해야 한다. 예를 들어, 랄리벨라와 옘레하나 크레스토스 교회의 자그웨 왕조 건축은 악숨의 강한 영향을 보여준다.

## 사회
악숨 인구는 주로 셈어를 사용하는 집단으로 구성되었는데, 그 중 하나는 그으즈어를 사용하는 아가지족이었다. 아둘리스 비문의 주석가는 그들을 악숨과 그 주변 지역의 주요 거주민으로 식별한다. 코스마스 인디코플레스테스는 칼렙 왕이 남쪽으로부터의 중요한 장거리 카라반 경로를 보호하기 위해 "아가우의 총독"에게 위임했다고 언급하며, 쿠시어파를 사용하는 아가우족 또한 왕국 내에 거주했던 것으로 알려져 있다. 이는 그들이 악숨 왕국의 남쪽 국경 내에 살았음을 시사한다. 악숨에는 또한 상당한 규모의 그리스인 인구가 있었는데, 이들은 프톨레마이오스 테론과 아둘리스 도시에 거주했다. 나일족 또한 악숨에 거주했는데, 에자나 시대의 비문에는 제국의 서부에 살았던 애니미스트 부족인 "바르야"가 언급되어 있으며, 이들은 나라족과 동일시된다.
악숨 정착지는 아프리카의 뿔 북부 고원의 상당 부분에 걸쳐 분포했으며, 대부분은 에티오피아 북동부 티그라이와 에리트레아의 아켈레 구자이 및 세라예 지역에 위치했다. 이 지역에 집중되어 있음에도 불구하고, 미프사스 바흐리와 같은 일부 악숨 정착지는 오플라만큼 멀리 떨어져 있다. 고원 외에도, 악숨 시대 유적지는 줄라만 근처 에리트레아 홍해 연안을 따라 발견되었다. 수많은 악숨 정착지는 악숨에서 줄라만까지 이어지는 축을 따라 전략적으로 배치되어 있었으며, 고원의 악숨 수도와 홍해의 주요 악숨 항구인 아둘리스를 연결하는 경로를 형성했다. 이 경로를 따라, 가장 큰 악숨 시대 정착지 중 두 곳인 마타라와 코하리토는 에리트레아 고원에 위치해 있었다. 이러한 악숨 고대 정착지들의 집중은 티그라이 고원과 중앙 에리트레아의 높은 인구 밀도를 시사한다. 악숨 정치체의 남부 지역은 거의 알려져 있지 않다. 그러나 라스타와 울로의 산악 지대에서는 아부나 요세프 산 근처에서 악숨과 관련 있는 유적지가 발견된 것으로 보인다.
악숨 지역의 복합 농업 시스템은 관개, 댐 건설, 계단식 경작, 쟁기 농업을 포함하며, 도시 및 농촌 인구를 유지하는 데 중요한 역할을 했다. 악숨 농부들은 아프리카와 근동에서 유래한 다양한 곡물 작물을 재배했다. 이 작물에는 테프, 기장, 수수, 이머 밀, 빵 밀, 껍질을 벗긴 보리, 귀리 등이 포함되었다. 곡물 작물 외에도, 악숨 농부들은 아마씨, 목화, 포도, 그리고 렌즈콩, 잠두, 병아리콩, 완두콩, 나도콩과 같은 근동 원산의 콩류도 재배했다. 다른 중요한 작물로는 아프리카 유료 작물인 기조티아 아비시니카와 박과 식물, 그리고 냉이 등이 있었다. 이러한 다양한 작물은 가축, 양, 염소 사육과 결합되어 매우 생산적인 토착 농목업 식량 생산 전통을 형성하는 데 기여했다. 이 전통은 악숨 경제 발전과 국가 권력 강화에 필수적인 역할을 했다.

## 문화

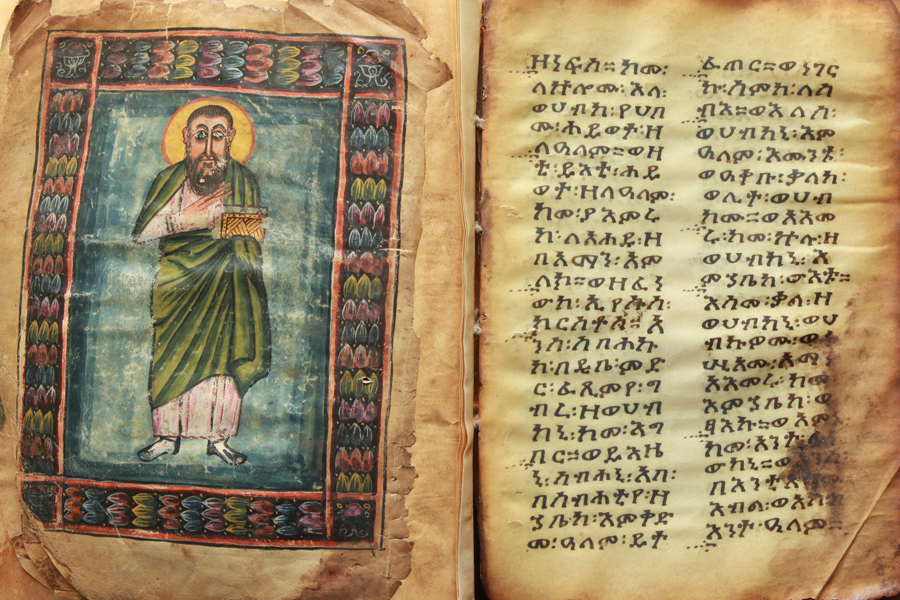
가리마 복음서에 쓰인 그으즈 문자

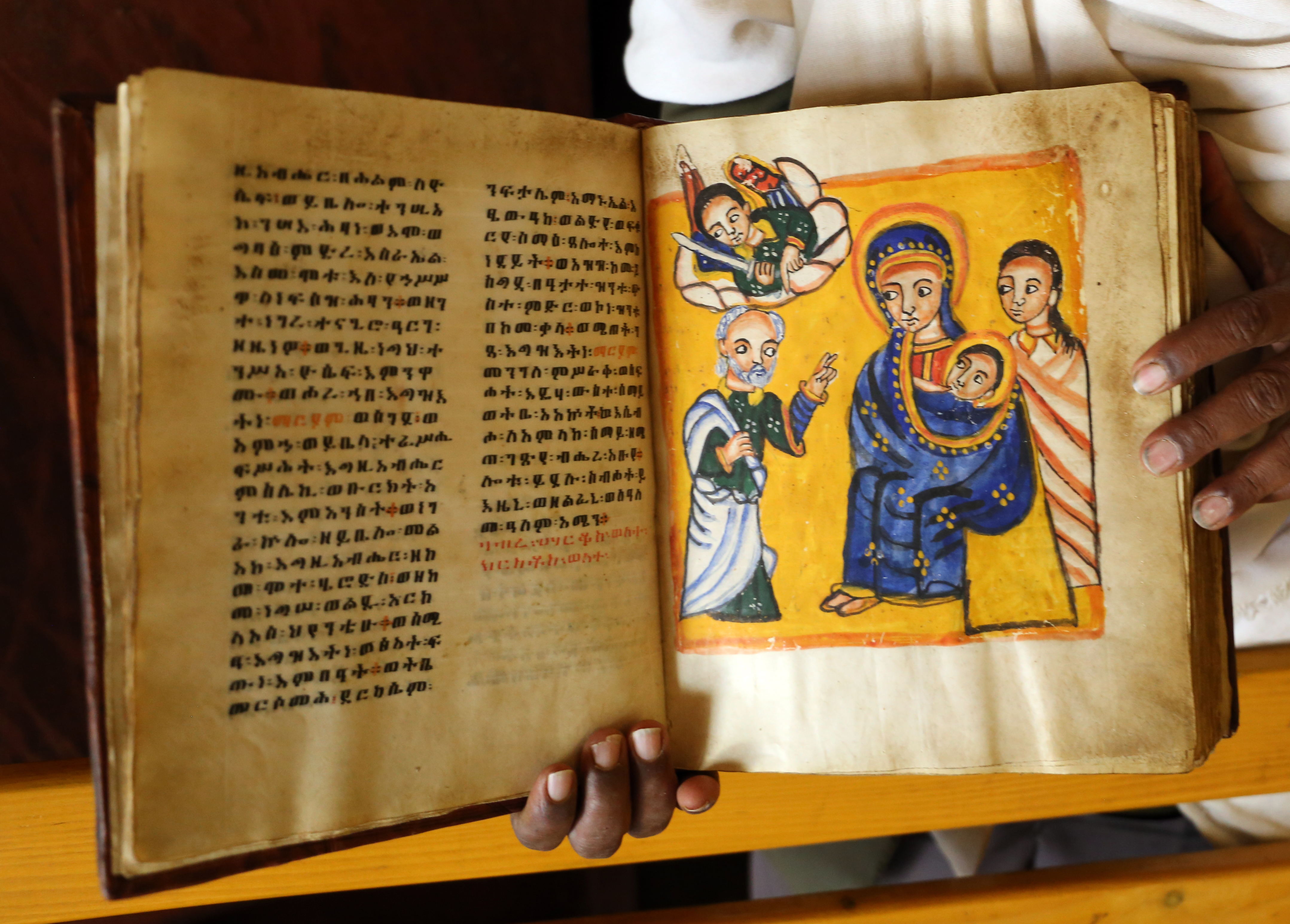
성모 마리아의 채식필사본

악숨 제국은 독자적인 문자 체계인 그으즈 문자를 개발한 것으로 유명한데, 이는 나중에 모음을 포함하도록 수정되어 아부기다가 되었다. 또한, 제국 초기에 약 1700년 전에는 황제(및 귀족)의 무덤(지하 묘실)을 표시하기 위한 거대한 오벨리스크가 세워졌는데, 그 중 가장 유명한 것은 악숨 오벨리스크이다.
에자나 황제 통치 하에 악숨은 약 325년경 이전의 다신교 및 유대교 종교를 대신하여 콥트 기독교를 채택했다. 악숨 콥트 교회는 오늘날의 에티오피아 테와히도 정교회 (1959년에 콥트 교회로부터 자치권 획득)와 에리트레아 테와히도 정교회 (1993년에 에티오피아 정교회로부터 자치권 획득)로 발전했다. 칼케돈 공의회 (451년) 이후 정교회와의 분열 이래로 중요한 단성론 교회였으며, 그 성경과 전례는 여전히 그으즈어로 이루어져 있다.

### 언어
그리스어는 악숨 국가의 공식 및 문어 언어가 되었는데, 이는 악숨, 아둘리스 항구, 프톨레마이오스 테론, 그리고 프톨레마이오스 왕국 시대 동안 이 지역의 다른 도시들에 설립된 상당한 에티오피아 그리스 공동체의 영향에서 비롯되었다. 그리스어는 국가 행정, 국제 외교 및 무역에서 사용되었으며, 주화와 비문에서 널리 볼 수 있다.
아가지의 언어인 그으즈어는 악숨 궁정에서 그리스어와 함께 사용되었다. 초기 왕국 시대에 그으즈어는 구어였지만, 고대 남아라비아어인 사바어로 쓰인 기록이 남아 있다. 4세기에는 에자나가 그으즈 문자를 장려하고 그으즈어를 그리스어와 함께 공식 국가 언어로 만들었으며, 6세기에는 그으즈어로 번역된 문학 작품이 흔해졌다. 7세기에 중동과 북아프리카에서 이슬람 정복이 이루어져 악숨이 그리스-로마 세계로부터 효과적으로 고립되자, 그으즈어는 그리스어를 완전히 대체했다.

### 문학
기독교 초기, 악숨 왕국에서는 종교적 목적으로 여러 텍스트가 그으즈어로 번역되기 시작했다. 가장 유명한 예는 가리마 복음서로, 4세기에서 6세기 사이에 에티오피아어로 번역된 네 복음서가 모두 포함된 필사본이다. 남아라비아에서 발견된 여러 악숨 비문에는 성경의 인용이 나타난다. 거의 같은 시기로 거슬러 올라가는 악숨 컬렉션은 늦어도 13세기에는 완성되었지만, 4세기에서 6세기 사이에 그으즈어로 번역된 많은 문서를 포함하고 있으며, 전례, 교회법, 역사학, 서신, 논문 등 다양한 주제를 다루고 있다.
다른 번역본으로는 그리스어 성경 전체, 외경(외경 에녹서, 희년서, 바룩 4서, 이사야의 승천 포함), 그리고 케랄로스와 같은 다른 신학 텍스트들이 있다. 이 시기의 토착 에티오피아어 텍스트는 확실하지 않지만, 그리스어 텍스트의 번역이 활발했던 시기였다. 악숨 시대 동안의 시리아 문학의 수용 또는 번역은 아직 입증되지 않았다. 최근 수십 년 동안 알려진 악숨 문학 작품은 상당히 늘어났다.

### 종교

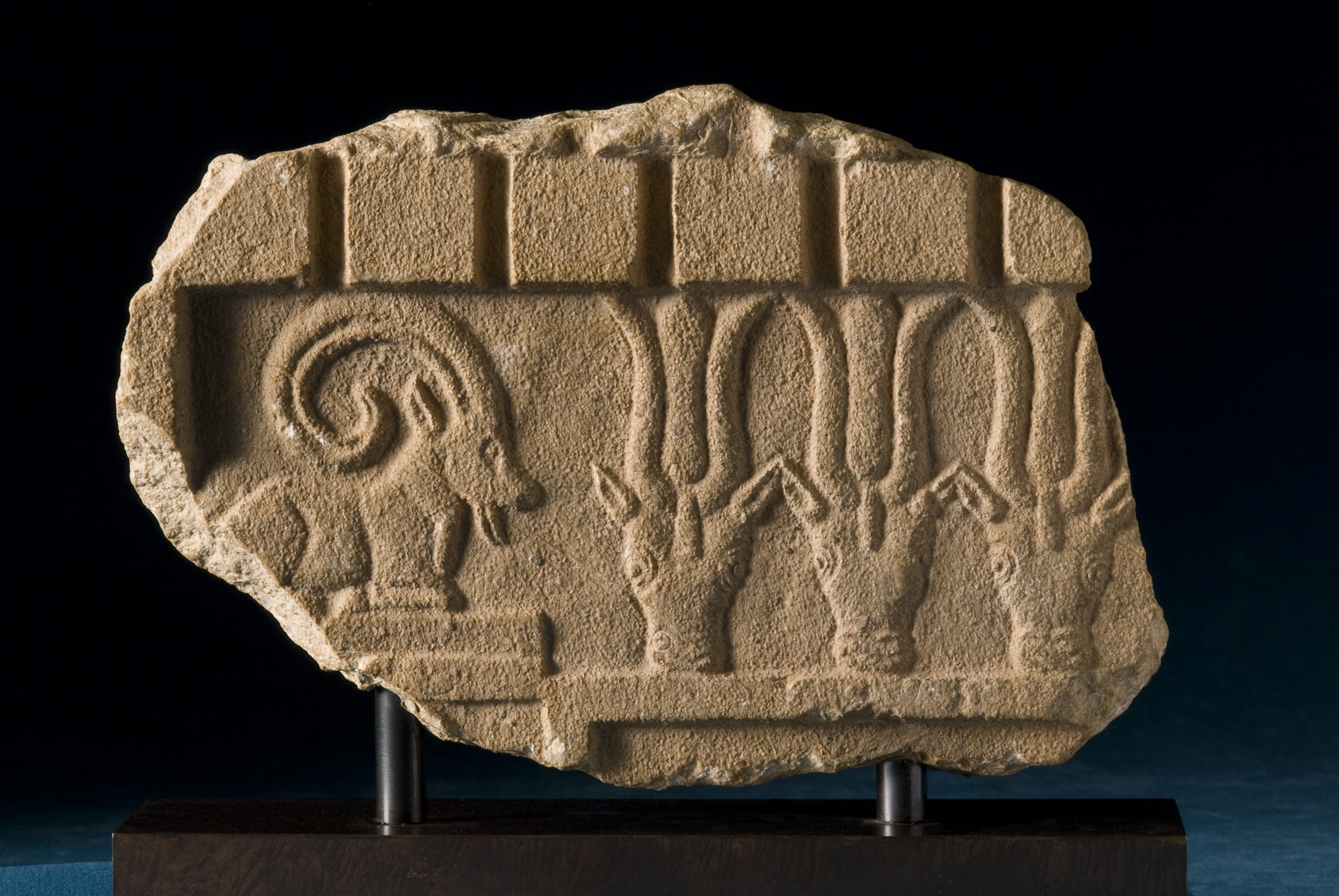
누비아아이벡스와 세 마리의 아라비아오릭스가 있는 남아라비아 석비로, 셈족의 새벽 및 저녁의 별 신 아스타르(ዐስተር)와 관련이 있다.

기독교로 개종하기 전, 악숨인들은 남아라비아에서 행해지던 종교와 관련된 다신교를 신봉했다. 이는 남아라비아와 북부 아프리카의 뿔 지역에서 사용되던 초승달-원반 상징을 포함했다. 유네스코 후원 아프리카 일반사에서 프랑스 고고학자 프랜시스 안프레(Francis Anfray)는 악숨인들이 아스타르, 그의 아들 마흐렘, 그리고 베헤르를 숭배했다고 제안한다.

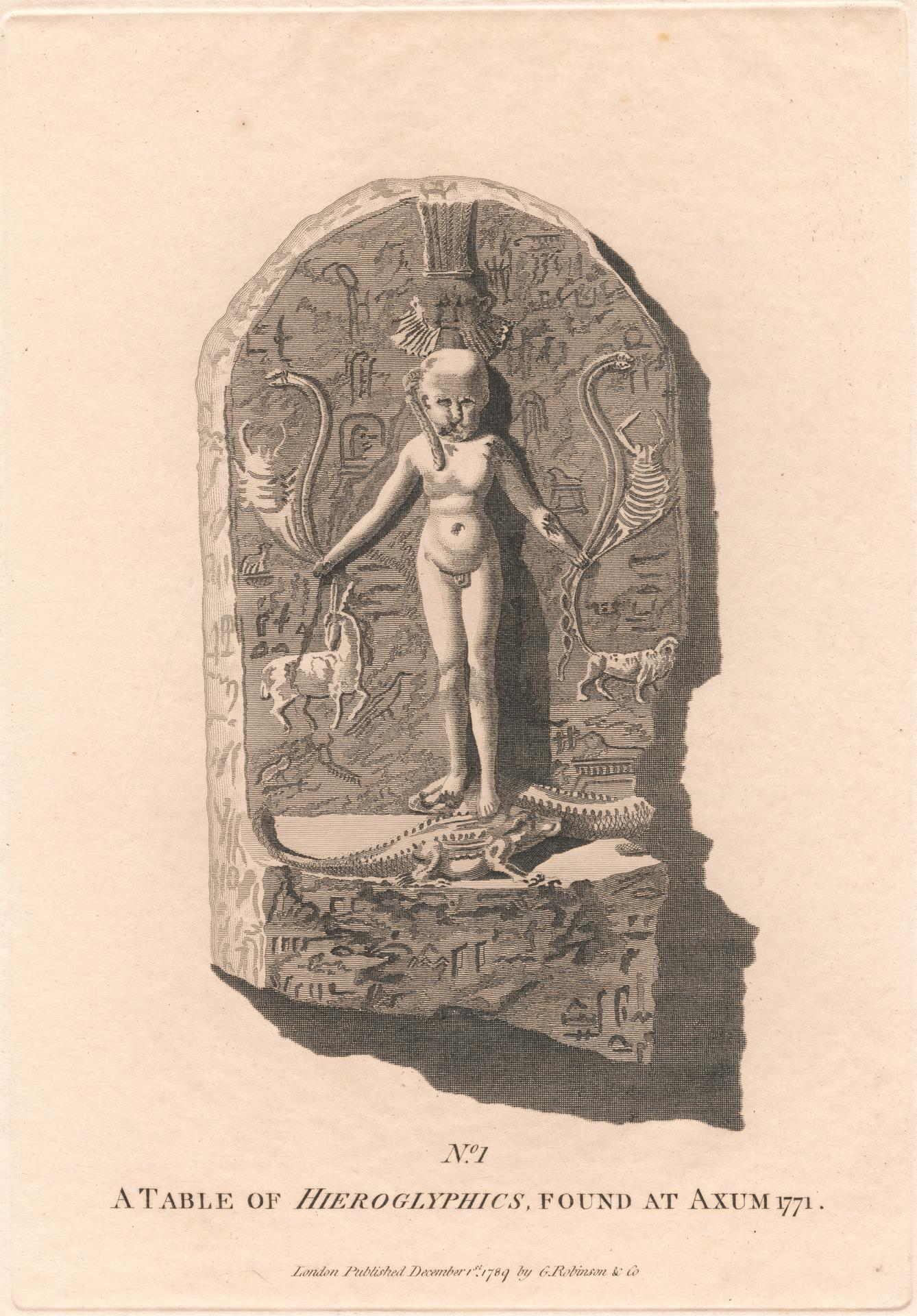
19세기경 악숨에서 발견된 상형문자 표

스티브 카플란은 악숨 문화와 함께 종교에 큰 변화가 일어났다고 주장하며, 옛 신들 중 오직 아스타르만이 남고 나머지는 그가 "토착 신 삼위일체, 마흐렘, 베헤르, 메드르"라고 부르는 것으로 대체되었다고 말한다. 그는 또한 악숨 문화가 유대교의 영향을 크게 받았다고 주장하며, "유대교의 첫 전파자들은 기원전 시바의 여왕 통치기와 서기 4세기의 에자나 왕의 기독교 개종 사이에 에티오피아에 도달했다"고 말한다. 그는 에티오피아 전통에 따르면 이들이 대규모로 존재했다고 하지만, "상대적으로 적은 수의 텍스트와 문화, 경제, 정치 중심지에 거주하는 개인들이 상당한 영향을 미쳤을 수 있다"고 믿으며, "그들의 영향은 에티오피아 문화의 형성기에 확산되었다. 기독교가 4세기에 뿌리내릴 무렵, 원래 히브리-유대적 요소의 많은 부분이 토착 인구의 상당수에 의해 채택되었고 더 이상 외래적 특징으로 간주되지 않았다. 또한 기독교 수용과 충돌하는 것으로도 인식되지 않았다."고 말한다.
기독교로 개종하기 전, 에자나 2세 왕의 동전과 비문은 그가 아스타르, 베헤르, 메데르/메드르, 마흐렘 신을 숭배했을 수도 있음을 보여준다. 에자나의 또 다른 비문은 분명히 기독교적이며 "성부, 성자, 성령"을 언급한다. 서기 324년경 에자나 2세 왕은 그의 스승인 프루멘티우스에 의해 기독교로 개종했으며, 프루멘티우스는 악숨 콥트 교회를 설립했고, 이는 나중에 현대 에티오피아 정교회가 되었다. 프루멘티우스는 젊었을 때 황제를 가르쳤으며, 어떤 시점에서 제국의 개종을 주도한 것으로 여겨진다. 악숨인들이 기독교로 개종했다는 사실은 그들의 동전에서 원반과 초승달 대신 십자가를 사용했다는 점에서 알 수 있다.
프루멘티우스는 알렉산드리아 교회와 접촉했으며, 330년경 에티오피아 주교로 임명되었다. 알렉산드리아 교회는 악숨 교회의 사무를 면밀히 관리하지 않았고, 그들이 독자적인 기독교 형태를 발전시킬 수 있도록 허용했다. 그러나 악숨 교회가 칼케돈 공의회를 거부함으로써 동방 정교회에 합류한 것을 고려할 때, 알렉산드리아 교회는 어느 정도 영향력을 유지했을 것으로 보인다. 악숨은 또한 거룩한 유물인 언약궤의 보관 장소로도 알려져 있다. 언약궤는 Church of Our Lady Mary of Zion에 메넬리크 1세에 의해 안전하게 보관되었다고 전해진다.
7세기 아샤마 이븐-압자르 통치 시기에 이슬람이 도래했는데, 이는 이슬람 예언자 무함마드의 첫 추종자들(사하바)이 메카의 지배 부족 연맹인 쿠라이시족의 박해를 피해 아라비아반도에서 이주하면서 이루어졌다. 쿠라이시족은 아샤마 이븐-압자르에게 초기 무슬림 이주자들이 메카인과 악숨인 모두 들어본 적 없는 새로운 종교를 발명한 반란자라고 주장하며 이들을 넘겨달라고 호소했다. 왕은 그들에게 청문회를 허락했지만, 결국 이주자들을 넘겨주기를 거부했다. 몇 년 후 100명의 무슬림 이주민들로 구성된 2차 아비시니아 이주가 일어났다. 9세기 중반으로 추정되는 달락 제도의 아랍어 비문은 악숨에 초기 무슬림이 존재했음을 확인해 준다.

### 주화

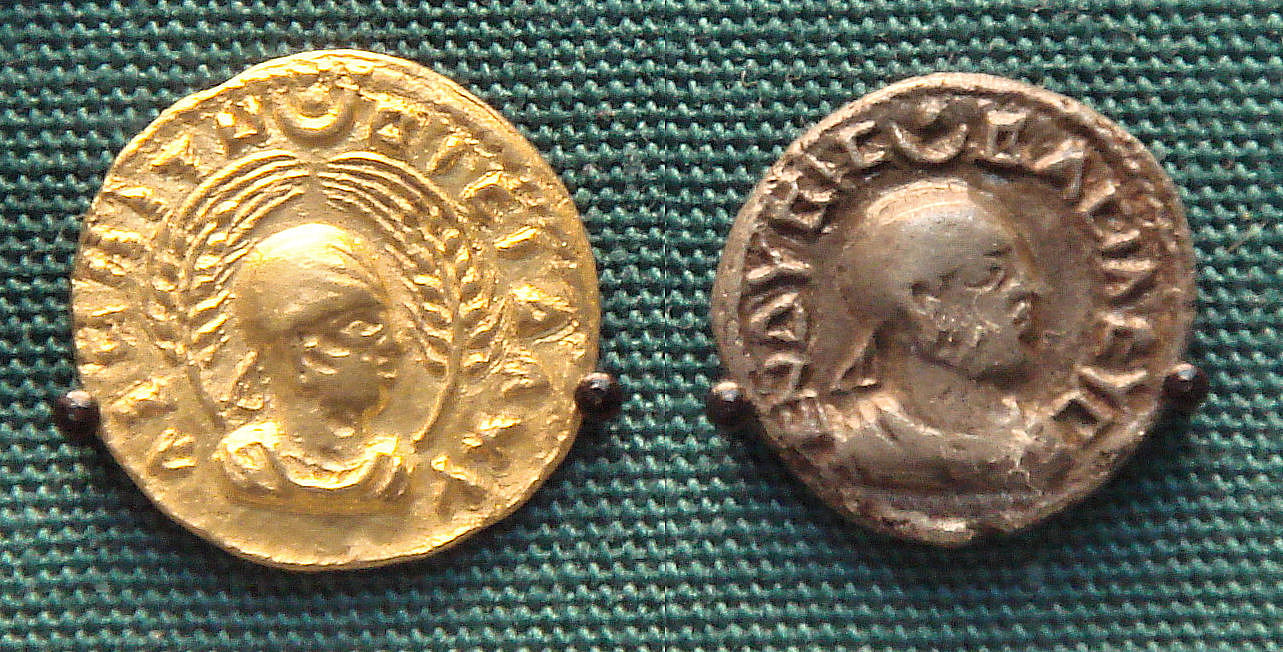
엔두비스 왕의 동전, 227년~235년. 오른쪽 동전에는 그리스어 ΕΝΔΥΒΙC ΒΑCΙΛΕΥC '엔두비스 왕'이라고 쓰여 있다.

악숨 제국은 자체 주화를 발행한 최초의 아프리카 정치체 중 하나였으며, 이 주화에는 그으즈어와 그리스어로 새겨진 글자가 있었다. 엔두비스 통치 시대부터 아르마 ( 270 – c. 610c.)에 이르기까지 금, 은, 청동 주화가 주조되었다. 고대에 주화를 발행하는 것은 그 자체로 매우 중요한 행위였는데, 이는 악숨 제국이 스스로를 이웃 국가들과 동등하게 여겼음을 선언하는 것이었기 때문이다. 많은 주화들은 주조될 당시 어떤 일이 일어났는지를 알려주는 지표로 사용된다. 예를 들어, 제국이 기독교로 개종한 후 주화에 십자가가 추가된 것이 그 예이다. 주화의 존재는 또한 무역을 단순화시켰고, 동시에 유용한 선전 도구이자 제국에게 이익의 원천이 되었다.

### 건축

#### 궁전 건축

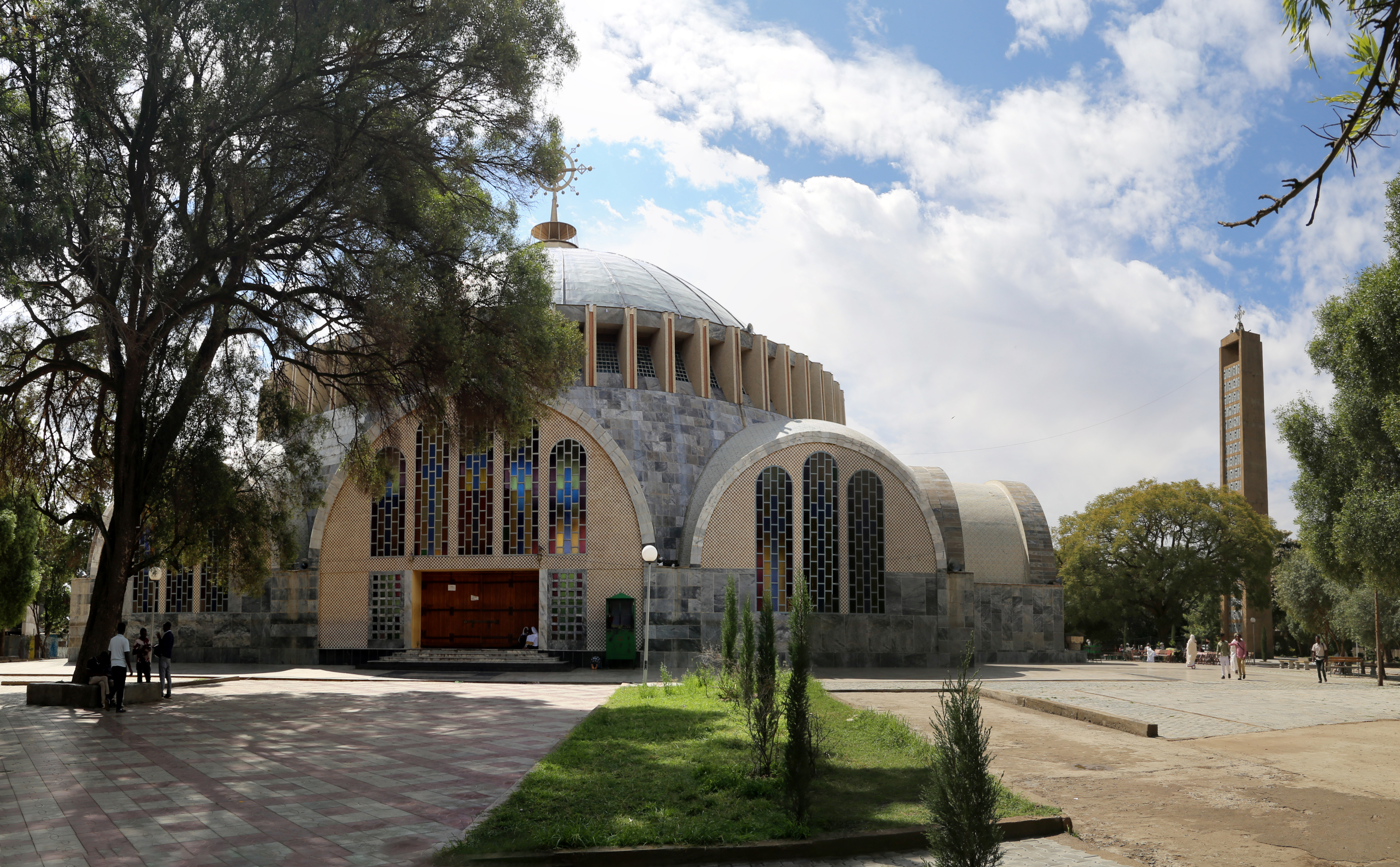
악숨 대성당, 시온의 성모 마리아 성당

일반적으로, 궁전과 같은 악숨 엘리트 건물은 진흙 모르타르로 느슨하게 고정된 돌들로 지어진 포디움 위에 건설되었으며, 벽이 높아질수록 일정한 간격으로 몇 센티미터씩 뒤로 꺾여 올라가 벽이 위로 갈수록 좁아지는 세심하게 다듬은 화강암 모서리 블록이 특징이었다. 이러한 포디움은 종종 악숨 유적에서 유일하게 남아있는 부분이다. 포디움 위에는 일반적으로 느슨한 돌(종종 옘레하나 크레스토스 교회처럼 흰색으로 칠해짐)과 수평 목재 들보가 교대로 쌓여 벽을 이루었으며, 작은 둥근 목재 들보가 석조물에 박혀 외부와 때로는 내부에서 벽 밖으로 돌출되어 있었다(이것들을 '원숭이 머리'라고 부른다).
포디움과 그 위의 벽들은 모두 긴 직선 구간 없이 일정한 간격으로 들어가고 나왔는데, 이는 벽을 강화하는 데 도움이 되었다. 가공된 화강암은 기둥, 주춧돌, 기둥 머리, 문, 창문, 포장 도로, 배수구(종종 사자 머리 모양) 등 건축물 특징과 여러 면에서 궁전 정자의 벽을 따라 늘어선 거대한 계단에 사용되었다. 문과 창문은 일반적으로 돌이나 목재 가로대틀로 되어 있었고, 모서리에는 사각형 '원숭이 머리'로 연결되어 있었지만, 단순한 상인방도 사용되었다. 이러한 악숨의 특징 중 많은 것들이 유명한 석비뿐만 아니라 후대의 암벽을 깎아 만든 교회인 티그라이와 랄리벨라에서도 볼 수 있다.
궁전은 일반적으로 중앙 정자로 구성되며, 부속 건물들은 문과 대문으로 연결되어 어느 정도 프라이버시를 제공한다(예시로 둥구르 참조). 현재 알려진 이 구조물 중 가장 큰 것은 타아카 마리암으로, 120 x 80m 크기였지만, 그 정자는 다른 발견된 것들보다 작았기 때문에 다른 것들은 훨씬 더 컸을 가능성이 있다.
일부 점토 주택 모형이 남아 있어 작은 주택들이 어떠했는지 알 수 있다. 한 모형은 원뿔형 지붕이 겹겹이 엮여 있는 둥근 오두막을 묘사하고, 다른 모형은 직사각형 문과 창문, '원숭이 머리'로 끝나는 들보로 지탱되는 지붕, 그리고 지붕의 난간과 배수구가 있는 직사각형 주택을 묘사한다. 둘 다 하울티에서 발견되었다. 또 다른 모형은 경사진 지붕이 겹겹이 쌓인 듯한 사각형 주택을 묘사한다.

#### 석비

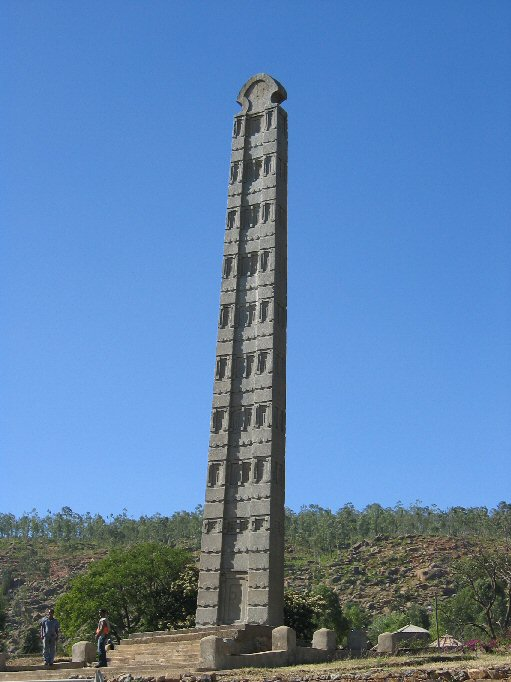
에자나 왕의 석비, 에티오피아 악숨의 악숨 오벨리스크

석비는 악숨 건축 유산에서 가장 잘 식별되는 부분일 것이다. 이 석탑들은 무덤을 표시하는 역할을 했으며 웅장한 다층 궁전을 상징한다. 전형적인 악숨 양식의 가짜 문과 창문으로 장식되어 있다. 이들 중 가장 큰 것은 파손되지 않았다면 높이가 33m에 달했을 것이다. 석비는 대부분의 질량이 지상에 있지만, 거대한 지하 균형추로 안정화되어 있다. 돌에는 종종 왕이나 귀족의 계급을 나타내는 문양이나 상징이 새겨져 있었다.
이 지역에 세워진 중요한 기념물에는 특정 종류의 화강암인 네펠린 시에나이트가 사용되었다. 이 암석은 입자가 곱고 석비와 같은 역사적인 기념물에도 사용되었다. 이 기념물들은 악숨 역사에서 중요한 인물, 특히 왕이나 사제를 기리기 위해 사용된다. 이 석비들은 오벨리스크라고도 불리며, 마이 헤자 석비 공원에 위치해 있는데, 이곳에서는 복잡한 지층학을 관찰할 수 있다. 기념물의 기초는 마이 헤자 석비 공원 지표면 아래 약 8.5m에 있다. 이 지역의 퇴적물은 수년간 많은 풍화를 겪었기 때문에 이 지역의 지표면은 많은 변화를 겪었다. 이는 이 유적지의 복잡한 층서학적 역사의 부분적인 이유이며, 일부 이전 지층은 유적지 표면 아래에 있다.:495

### 대외 관계, 무역 및 경제

악숨은 서기 1세기 (에리트레아해 주기)부터 1천년기 후반까지 국제 무역에서 중요한 역할을 했지만, 이슬람 지역 강국들의 압력으로 인해 장기간 쇠퇴했다.

오늘날의 북부 에티오피아와 남부 및 동부 에리트레아 일부를 차지했던 악숨은 인도 아대륙과 지중해 (로마 제국) 간의 무역 네트워크에 깊이 관여하여 상아, 거북이 등껍질, 금, 에메랄드를 수출하고 견섬유와 향신료를 수입했다. 악숨은 홍해와 나일강 상류 모두에 접근할 수 있었기 때문에 강력한 해군이 다양한 아프리카(누비아), 아라비아(예멘), 인도 국가 간의 무역에서 이익을 얻을 수 있었다.
악숨의 주요 수출품은 이 시대의 국가에서 예상할 수 있듯이 농산물이었다. 악숨 시대에는 지금보다 훨씬 더 땅이 비옥했으며, 주요 작물은 밀, 보리, 테프와 같은 곡물이었다. 악숨 사람들은 또한 소, 양, 낙타를 길렀다. 상아와 코뿔소 뿔과 같은 야생 동물도 사냥되었다. 그들은 로마 상인뿐만 아니라 이집트와 페르시아 상인들과도 교역했다. 제국은 또한 금과 철광석이 풍부했다. 이러한 금속은 무역에 귀중했지만, 또 다른 광물도 널리 거래되었다. 바로 소금이었다. 소금은 악숨에 풍부했으며 매우 자주 거래되었다.
이 나라는 로마 제국과 인도를 연결하는 해상 무역 시스템의 주요 변화로부터 이득을 얻었다. 이 변화는 1세기 초에 일어났다. 이전의 무역 시스템은 해안 항해와 많은 중간 항구를 포함했다. 홍해는 페르시아만과 레반트로의 육로 연결에 비해 부차적인 중요성을 가졌다. 1세기경부터 이집트에서 인도로 가는 경로가 확립되었는데, 이는 홍해를 이용하고 몬순 바람을 이용하여 아라비아해를 통해 직접 남인도로 건너는 방식이었다. 서기 100년경까지 이 경로로 운송되는 물동량은 이전 경로를 능가했다. 남인도 상품에 대한 로마의 수요가 급증하여 로마 이집트에서 아라비아해와 인도로 향하는 홍해를 따라 항해하는 대형 선박의 수가 증가했다.
발굴은 제한적이었지만, 2세기와 3세기 로마 동전 14개가 마타라와 같은 악숨 유적지에서 발견되었다. 이는 적어도 이 시기부터 로마 제국과의 무역이 존재했음을 시사한다.

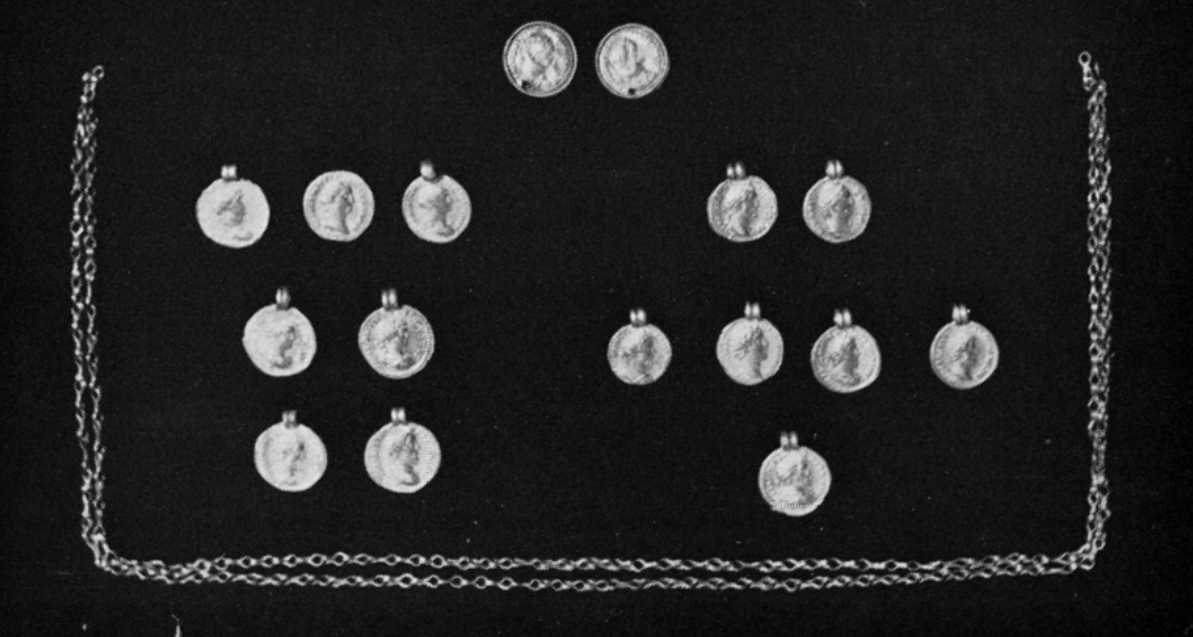
2세기~3세기에 마타라에서 발견된 로마 동전 14개

서기 525년, 악숨인들은 중세 세계에서 가장 중요한 무역로 중 하나인 홍해와 인도양을 연결하는 바브엘만데브 해협을 장악하기 위해 예멘 지역을 점령하려 했다. 통치자들은 바브엘만데브 해협을 통과하는 무역선들을 완전히 통제하기 위해 예멘의 홍해 건너편에 제국주의적 거점을 구축하려는 경향이 있었다. 이곳은 예멘과 지부티, 에리트레아 사이에 위치한 해상 요충지이다. 523년 예멘 통치자의 기독교인 박해로 인해, 당시 악숨(기독교 지역)의 통치자였던 칼렙 1세는 비잔티움 제국의 도움을 받아 525년 유대교로 개종하여 예멘의 나지란 기독교 공동체를 박해하던 히마르 왕 유수프 아스아르 야타르(두 누와스라고도 불림)를 공격하여 박해에 대응했다. 악숨 제국은 승리하여 예멘 지역을 점령하고 그 지역에 부왕과 병력을 배치하여 570년 사산조가 침략할 때까지 방어했다.
악숨 왕국은 새로운 무역 상황을 활용하기에 이상적인 위치에 있었다. 아둘리스는 곧 상아, 향, 금, 노예, 이국적인 동물과 같은 아프리카 상품의 수출을 위한 주요 항구가 되었다. 이러한 상품을 공급하기 위해 악숨의 왕들은 내륙 무역 네트워크를 개발하고 확장하기 위해 노력했다. 동일한 아프리카 내륙 지역을 이용하는 경쟁자이자 훨씬 더 오래된 무역 네트워크는 쿠시 왕국의 것이었는데, 이 왕국은 오랫동안 나일강 회랑을 통해 이집트에 아프리카 상품을 공급해 왔다. 그러나 서기 1세기경 악숨은 이전에 쿠시 왕국이 차지했던 영토를 장악했다. 에리트레아해 주기는 쿠시 영토에서 수집된 상아가 쿠시의 수도인 메로에로 운반되는 대신 아둘리스 항구를 통해 수출되고 있음을 명시적으로 묘사한다. 서기 2세기와 3세기 동안 악숨 왕국은 홍해 남부 유역에 대한 통제를 계속 확장했다. 나일강 회랑을 완전히 우회하는 이집트와의 캐러밴 경로가 확립되었다. 악숨은 변화된 인도양 무역 시스템의 결과로 로마 제국에 아프리카 상품의 주요 공급자가 되는 데 성공했다.

#### 기후 변화 가설

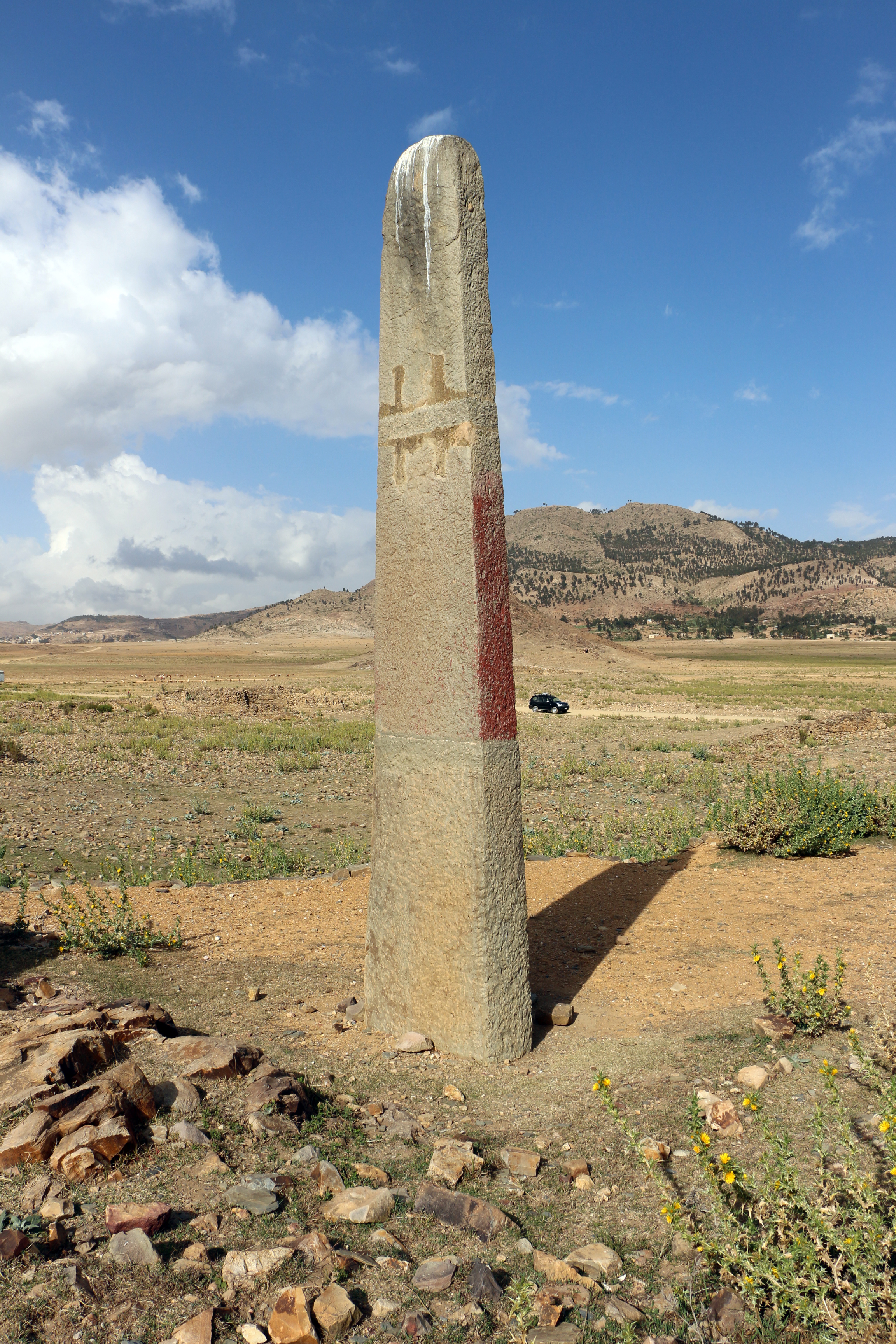
세나페 근처 발라 칼라브 (메테라)의 악숨식 멘히르

기후 변화와 무역 고립 또한 문화 쇠퇴의 큰 이유로 지목된다. 서기 1세기 동안 봄 비를 강화하고 우기를 3.5개월에서 6~7개월로 연장하며 지표 및 지하수 공급을 크게 개선하고 성장 기간을 두 배로 늘려 현대 중앙 에티오피아(관개 없이도 연간 두 작물을 재배할 수 있는)와 유사한 환경을 조성한 기후 변화로 인해 지역 생계 기반이 실질적으로 강화되었다.
악숨은 또한 해발 2,000 m (6,600 ft) 피트의 고원에 위치하여 토양이 비옥하고 농업에 적합했다. 이는 에티오피아의 한계 농업 환경 중 하나가 이 광범위한 상업 제국을 가능하게 한 인구 기반을 어떻게 지탱할 수 있었는지를 설명하는 것으로 보인다. 또한 악숨의 전성기에 베겜데르 또는 라스타의 더 습하고 비옥하며 자연적으로 생산적인 땅으로 악숨의 농촌 정착지가 확장되지 않은 이유를 설명할 수도 있다.
교역망에서 국제적 이익이 감소하자 악숨은 원자재 공급원을 통제력을 잃었고, 그 네트워크는 붕괴되었다. 많은 인구가 높은 수준의 지역 식량 생산을 유지해야 하는 지속적인 환경 압력이 심화되었고, 이는 650년경 지역 규모로 시작되어 700년 이후 위기 수준에 도달한 토양 침식의 파도를 초래했다. 추가적인 사회경제적 우발 상황이 문제를 악화시켰을 것으로 추정된다. 이는 전통적으로 유지 관리의 감소, 한계 농지의 악화 및 부분적 포기, 목초지 파괴적 이용으로의 전환, 그리고 궁극적으로 광범위하고 돌이킬 수 없는 토지 황폐화로 반영된다. 이러한 쇠퇴는 730년에서 760년 사이에 시작된 강우량 신뢰도 저하로 인해 가속화되었을 가능성이 있으며, 아마도 그 결과 9세기에는 단축된 현대식 성장 기간이 재확립되었을 것이다.:495

## 문학
악숨 제국은 데이비드 드레이크와 에릭 플린트가 벤 북스에서 출판한 벨리사리우스 시리즈에서 비잔티움의 주요 동맹으로 묘사된다. 이 시리즈는 칼렙 통치 시기를 배경으로 하며, 시리즈에서 칼렙은 532년 타아카 마리암에서 말와에게 암살당하고 그의 막내아들 에온 비시 다쿠엔이 뒤를 잇는다.
엘리자베스 와인 시리즈 더 라이온 헌터스에서 모드레드와 그의 가족은 카멜롯의 몰락 후 악숨으로 피난한다. 첫 번째 책에서는 칼렙이 통치자이며, 그는 유스티니아누스 페스트 기간 동안 그의 아들 게브레 메스칼에게 주권을 넘긴다.

## 갤러리

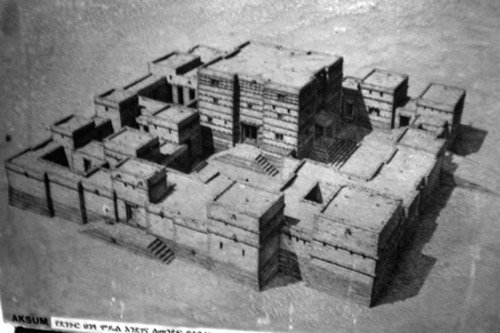
둥구르 재건축
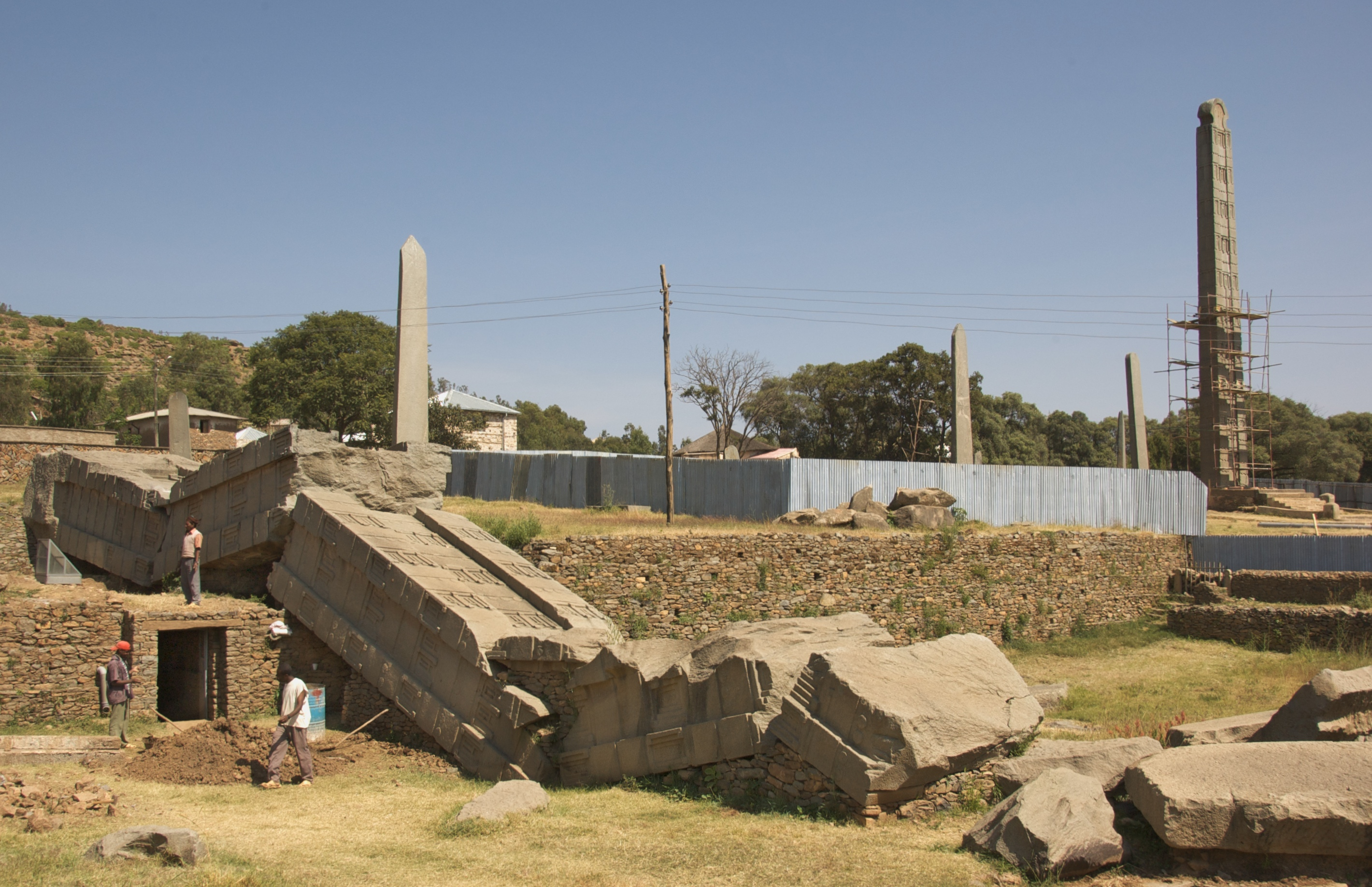
가장 큰 악숨 석비, 넘어져 부러진 모습.
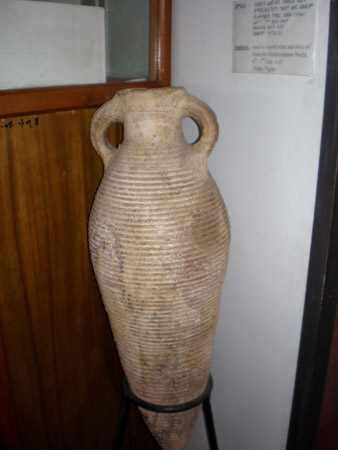
아스마라에서 발견된 악숨 시대 암포라.
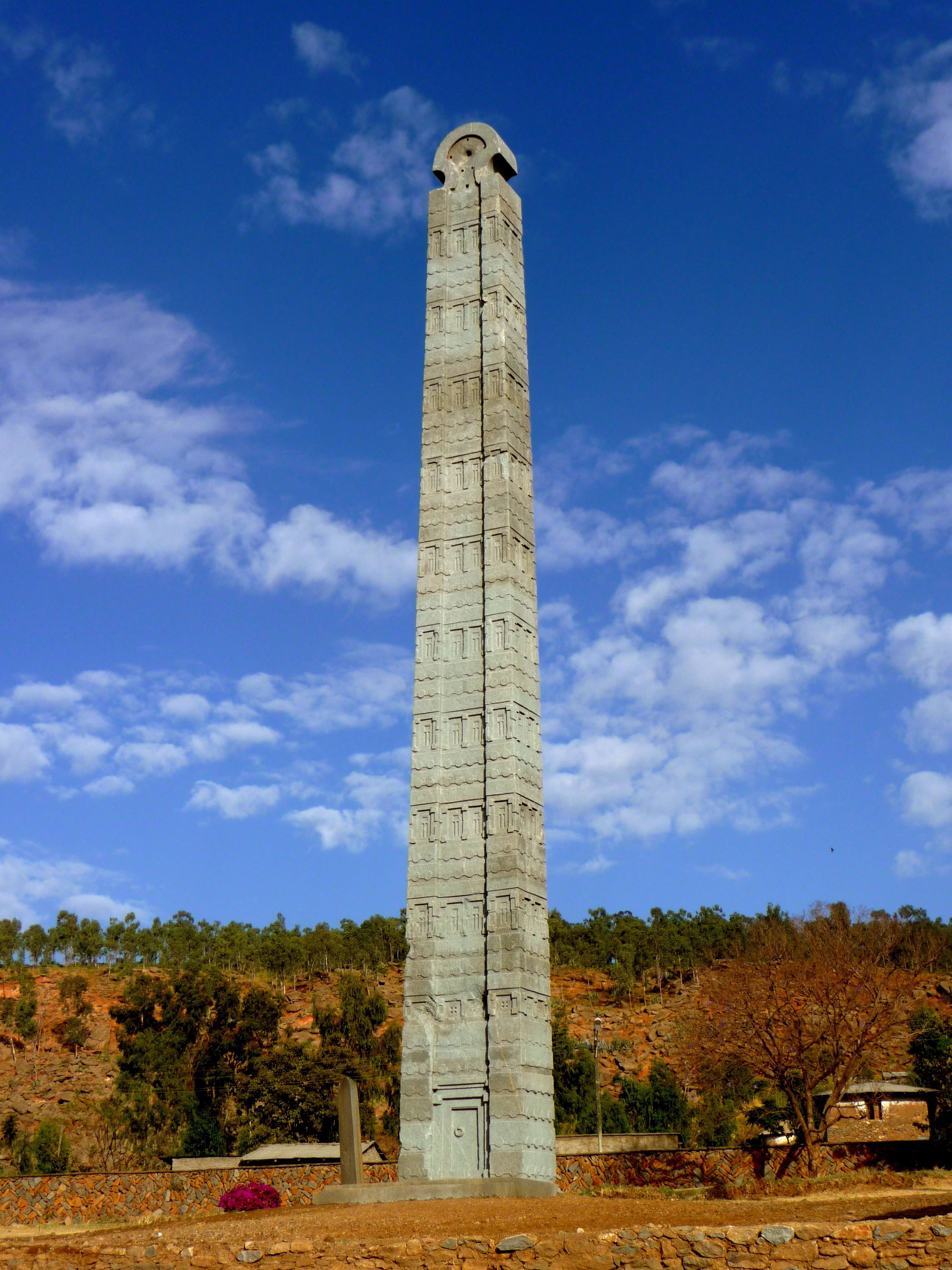
에티오피아로 반환된 악숨 오벨리스크.
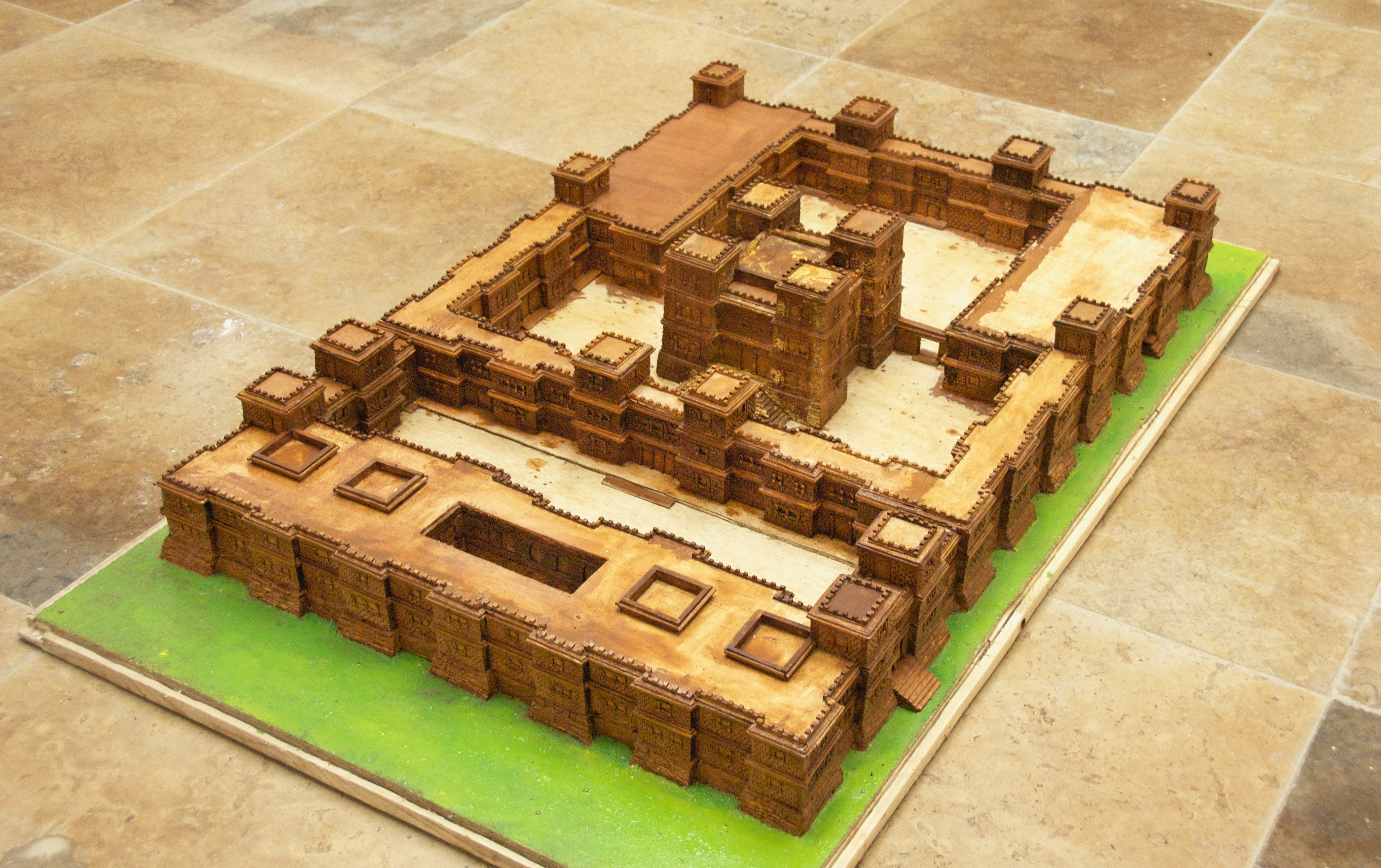
타아카 마리암 궁전 모형.
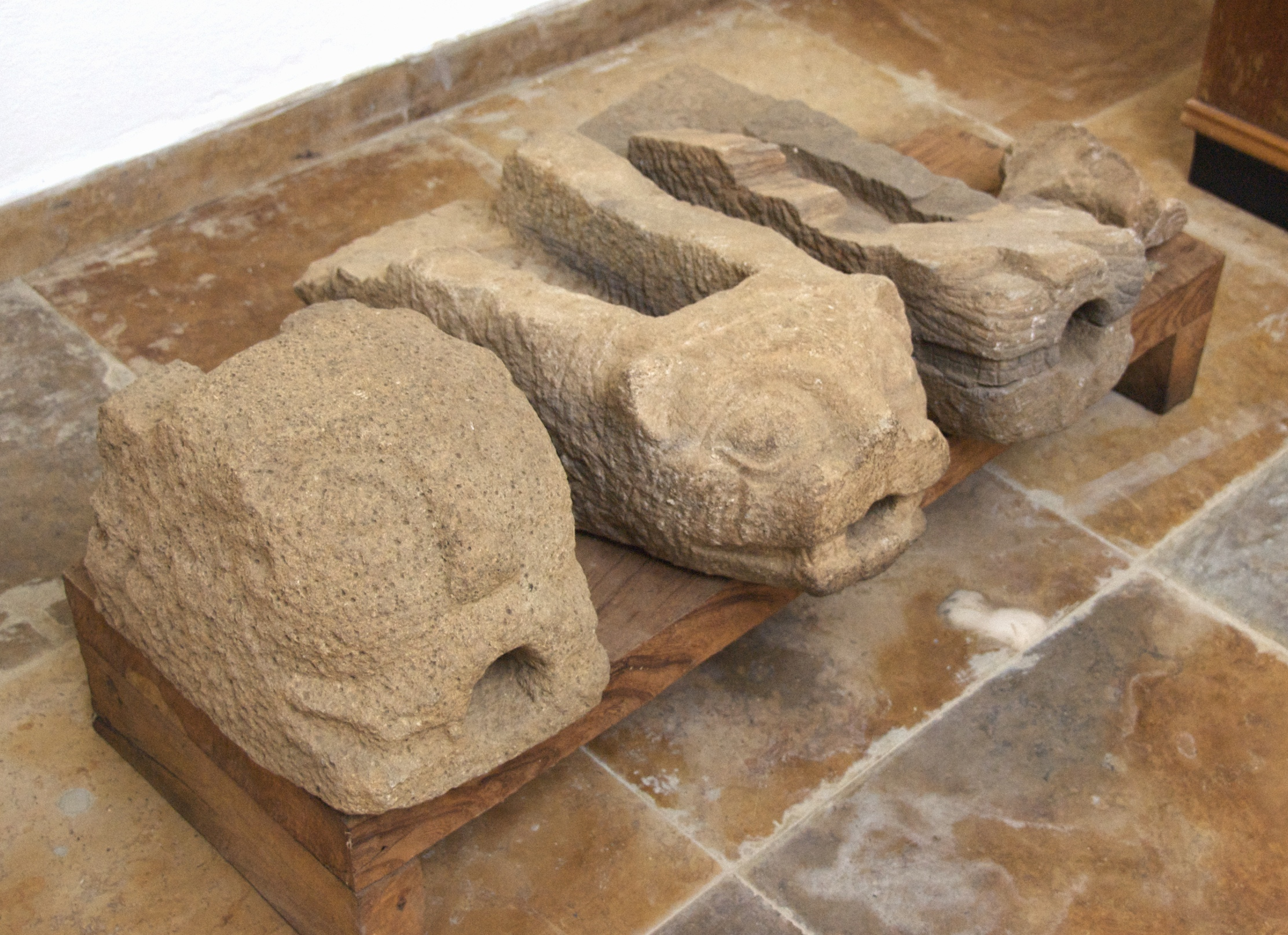
사자 머리 모양의 악숨식 배수구.
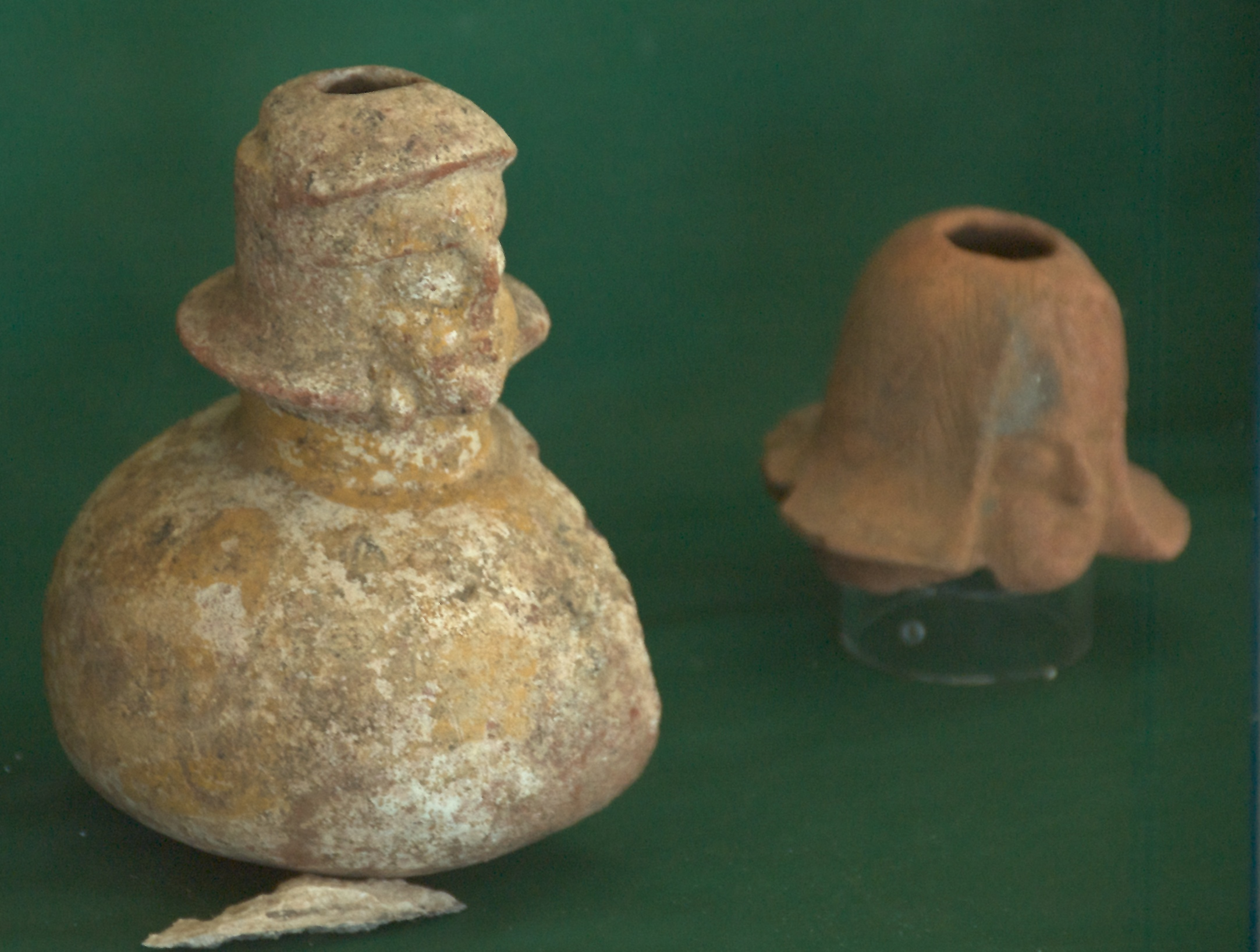
인물 모양의 주둥이가 달린 악숨식 항아리.
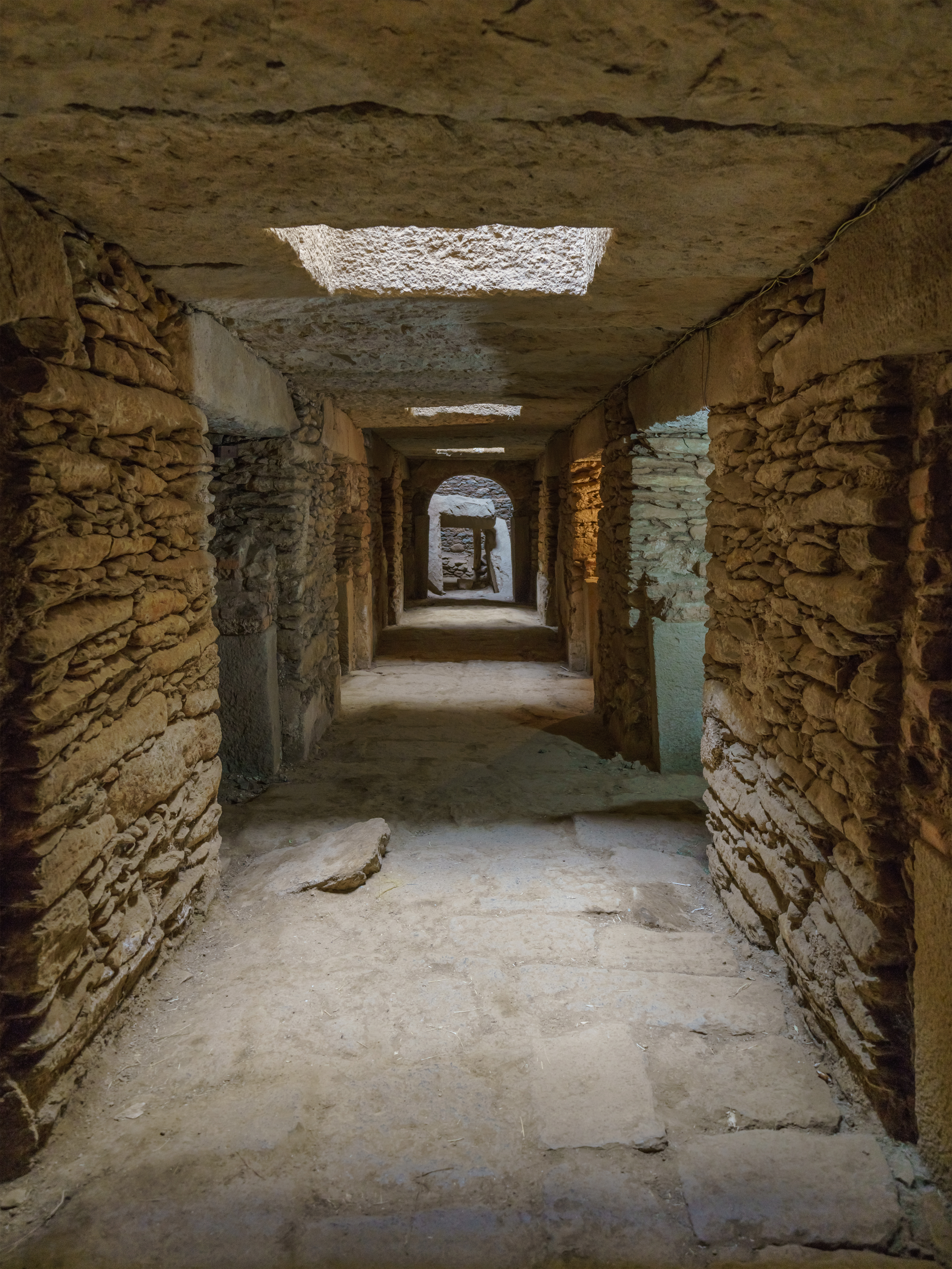
석비 들판 아래 무덤.
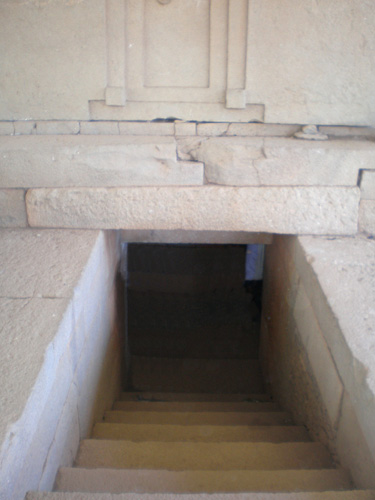
가짜 문 무덤 입구.
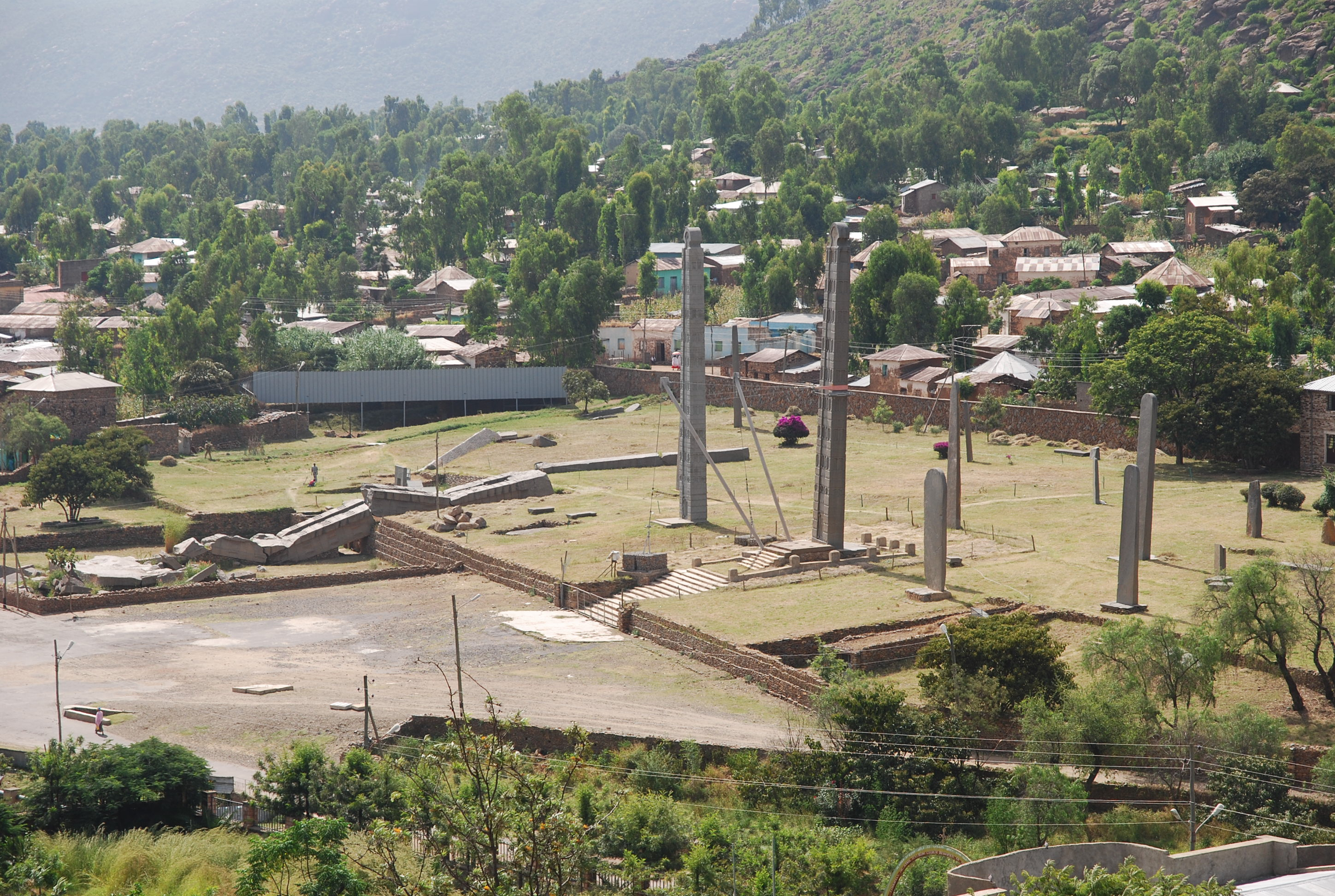
악숨의 석비 공원.
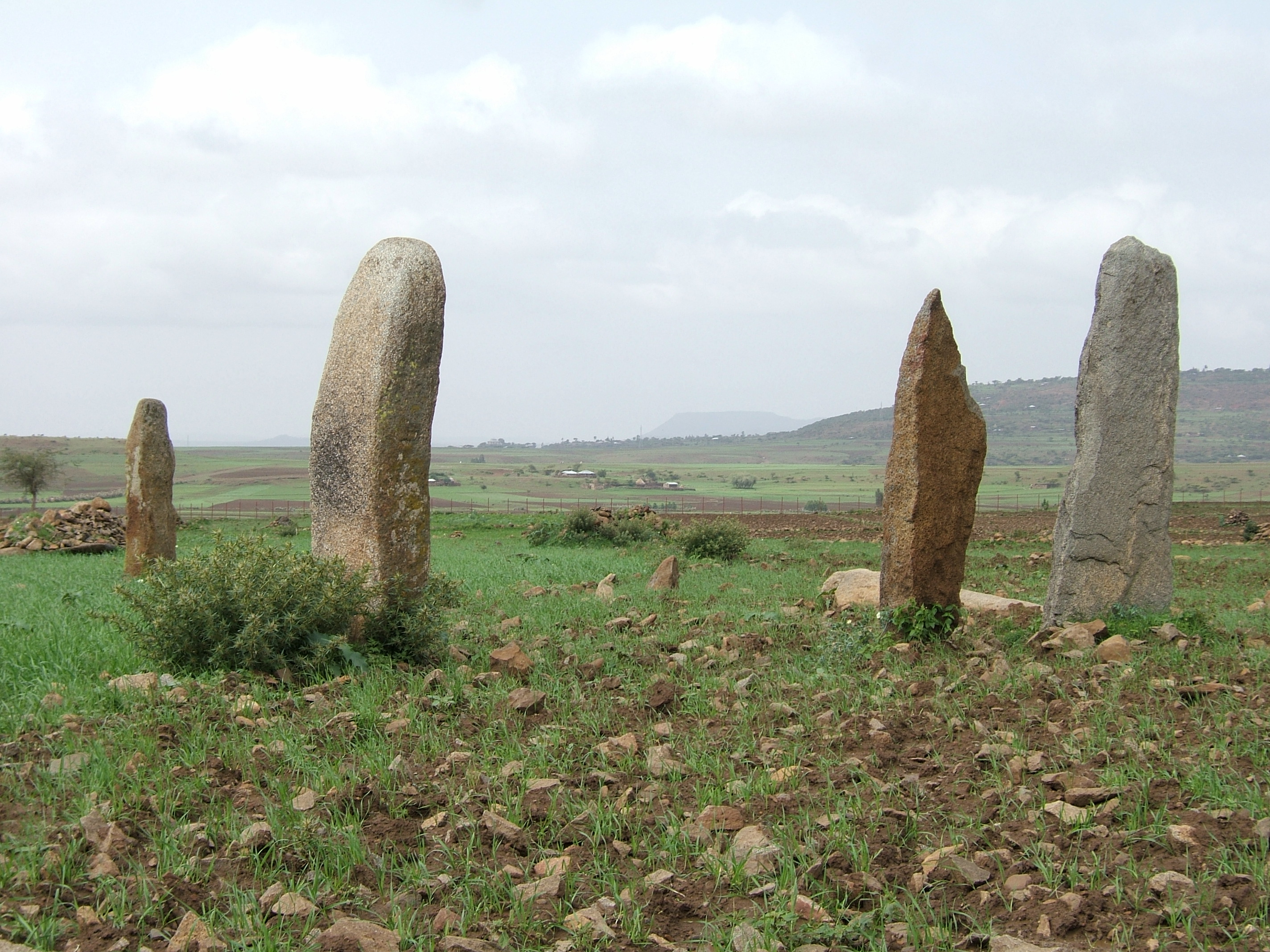
구디트 석비 들판의 작은 석비들
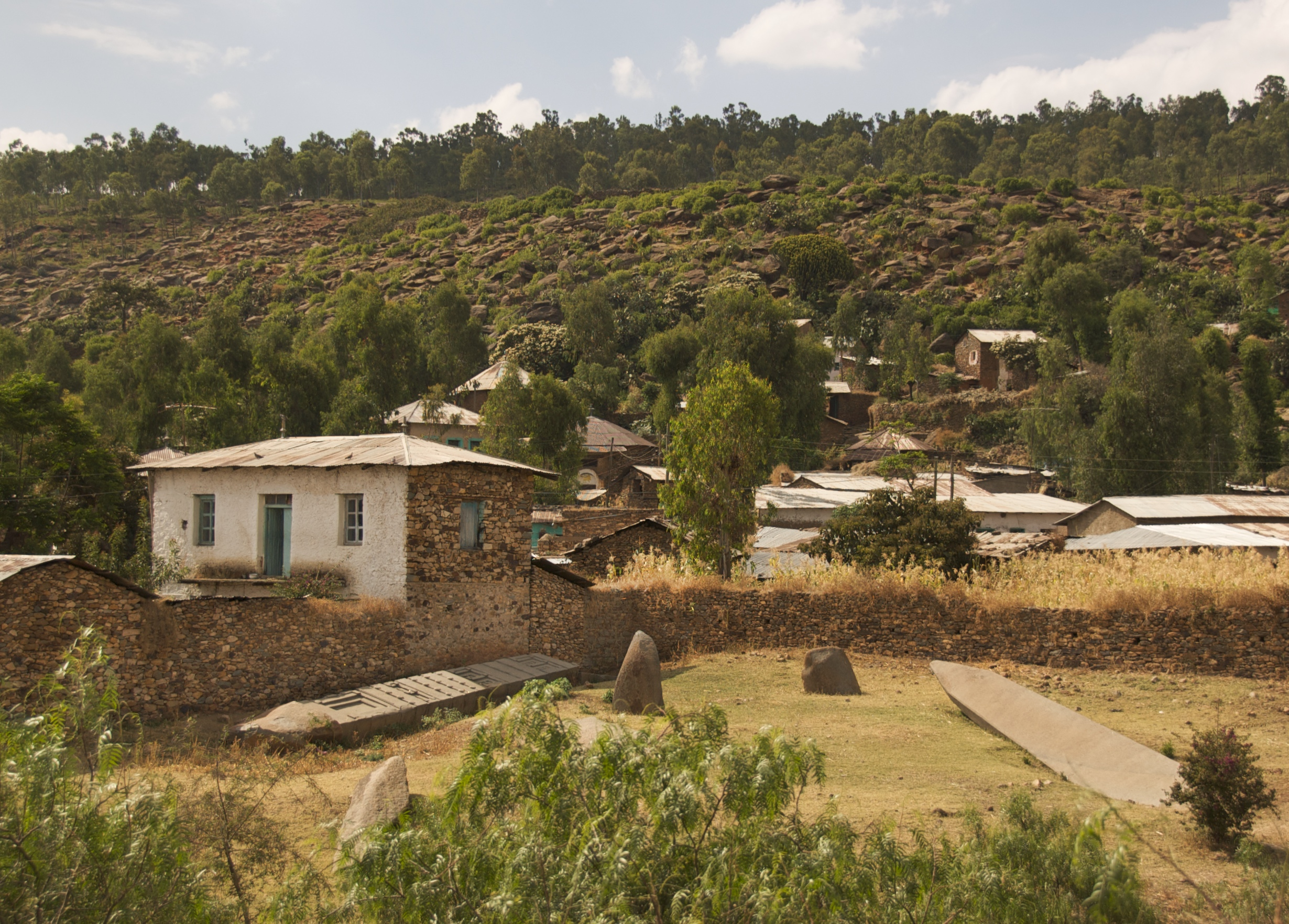
악숨의 또 다른 석비 들판.
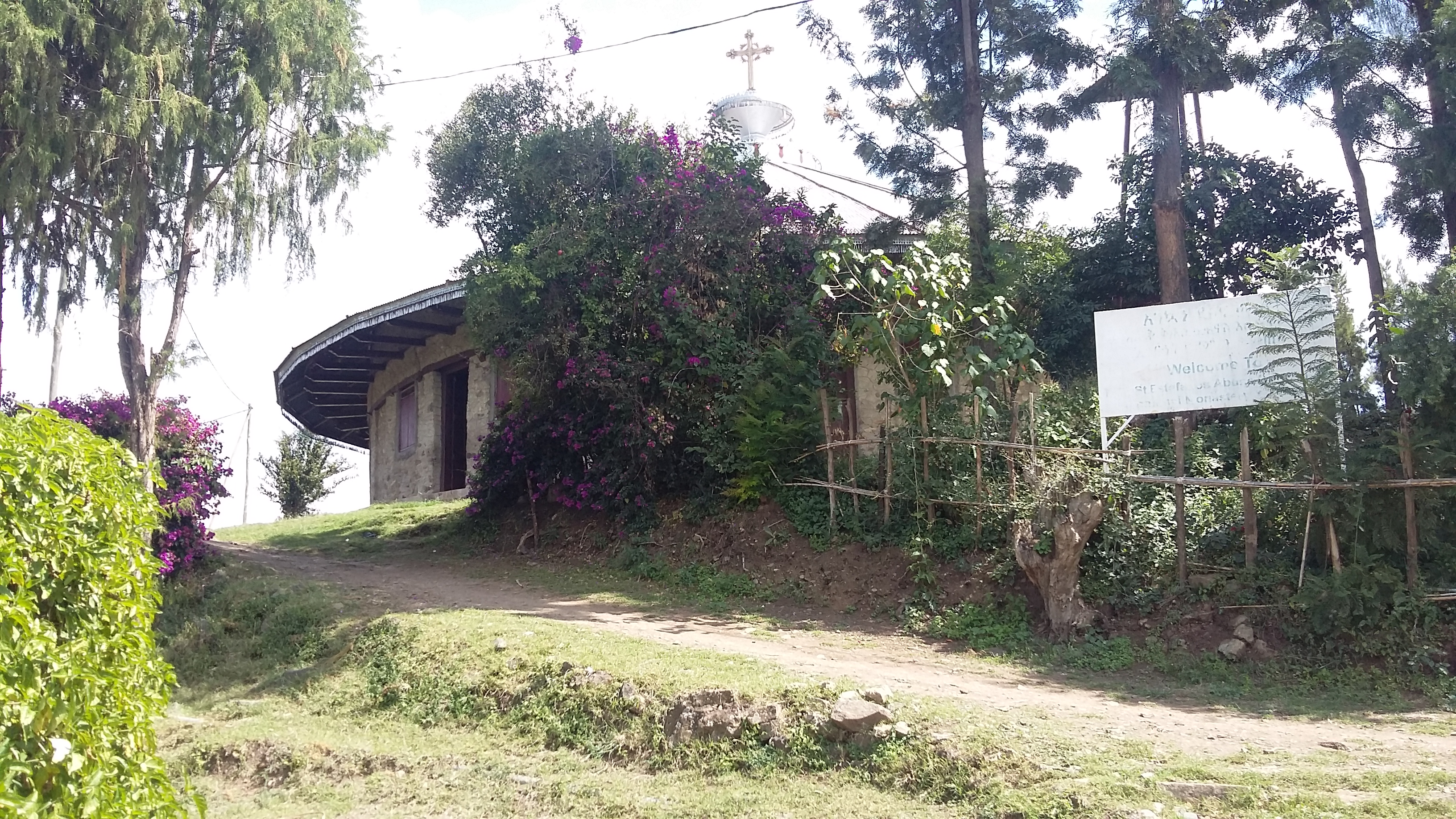
하이크의 이스티파노스 수도원.
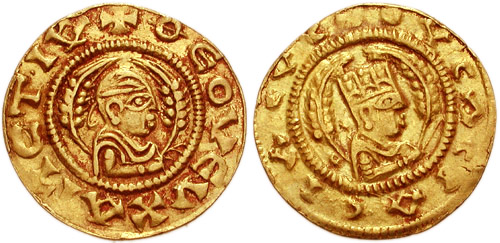
악숨 금화.
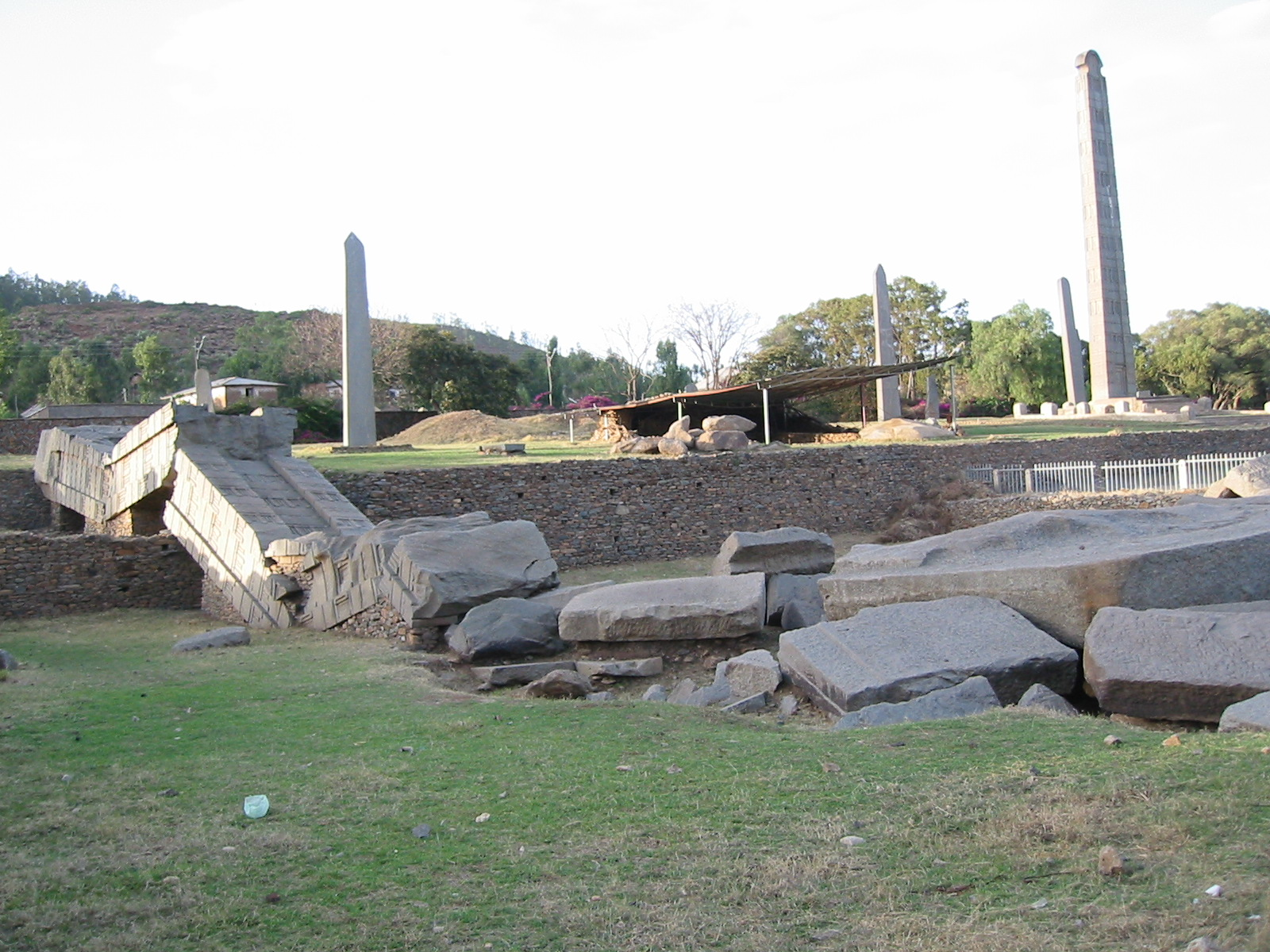
악숨 석비 및 유적
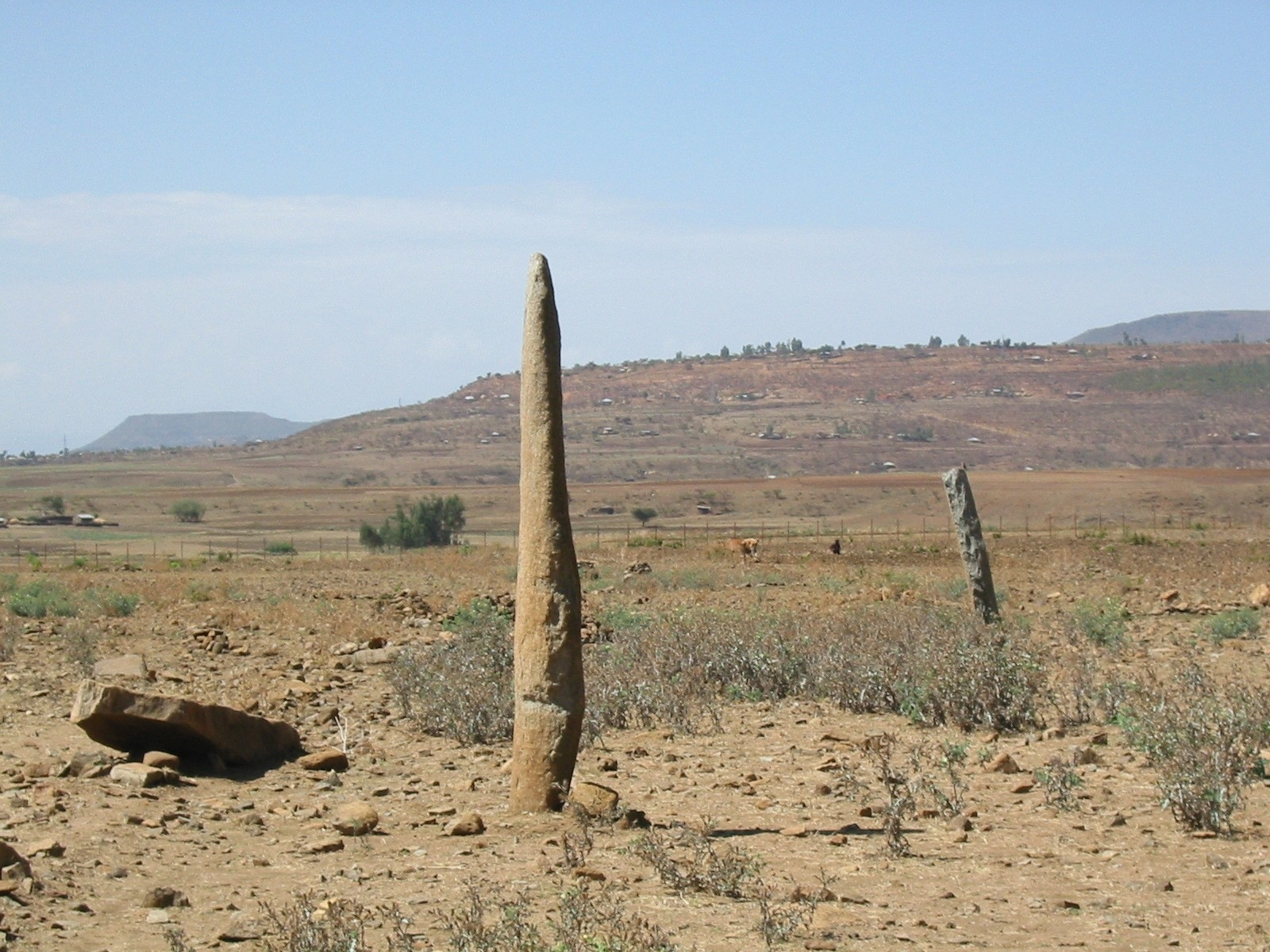
사막의 악숨 석비

## 같이 보기
- 아브라하
- 에티오피아의 역사
- 미프사스 바흐리
- 아둘리타눔 기념비

### 설명주
1. ↑  라틴어, 아랍어, 콥트어, 페르시아어, 누비아어 등[4]
2. ↑  악숨 왕국으로도 로마자로 표기된다.
3. ↑  악숨 제국으로도 로마자로 표기된다.
4. ↑  먼로-헤이에 따르면, "사바인의 영향이 에티오피아 문명의 시작을 의미하지는 않는다.... 셈족화된 아가우족은 기원전 2000년경부터 남동 에리트레아에서 이주해 왔을 것으로 추정되며, 그들의 '원-에티오피아어'를 가져왔는데, 이는 그으즈어와 다른 에티오피아 셈족 언어의 조상이다. 이들과 다른 집단은 사바인의 영향이 도래하기 전에 이미 특정한 문화적, 언어적 정체성을 발전시켰다."[18]

#### 언어 설명
1. ↑  그으즈어: አክሱም ʾÄksum; 언어 오류(xsa): 𐩱𐩫𐩪𐩣, ʾkšm; 고대 그리스어: Ἀξωμίτης Axōmítēs[*]

### 참조주
1. ↑  Fairbairn, Donald (2021). 《The Global Church—The First Eight Centuries From Pentecost Through the Rise of Islam》. Zondervon Academic. 146쪽. ISBN 978-0310097853.
2. ↑  “The Periplus of the Erythraean Sea: Travel and Trade in the Indian Ocean by a Merchant of the First Century”. 《Fordham University Internet History Sourcebooks, chapters 4 and 5》.
3. ↑  “Snowden Lectures: Stanley Burstein, When Greek was an African Language”. 《The Center for Hellenic Studies》. 2020년 11월 2일. 2022년 2월 23일에 확인함.
4. ↑  Asante, Molefi Kete (2013). 《The African American People A Global History》. Taylor & Francis. 13쪽.
5. ↑  Khapoya, Vincent (2015). 《The African Experience》. Routledge. 71쪽. ISBN 978-0205851713.
6. ↑  The Cultural Heritage of Aksum., UNESCO 보관됨 2023-10-08 - 웨이백 머신
7. ↑  Munro-Hay, Stuart (1991). 《Aksum: An African Civilisation of Late Antiquity》. Edinburgh: Edinburgh University Press. 69쪽. ISBN 0748601066.
8. ↑  Burstein, Stanley (2015). 〈Africa: states, empires, and connections〉.   Benjamin, Craig. 《The Cambridge World History: Volume 4: A World with States, Empires and Networks 1200 BCE–900 CE》. The Cambridge World History 4. Cambridge University Press. 631–661쪽. doi:10.1017/cbo9781139059251.025. ISBN 978-1-139-05925-1.
9. 1 2  Phillipson, David W. (2012). 《Foundations of an African Civilisation: Aksum & the Northern Horn, 1000 BC - AD 1300》. Woodbridge: James Currey. 48쪽. ISBN 978-1-84701-041-4.
10. ↑  Butzer, Karl W. (1981). 《Rise and Fall of Axum, Ethiopia: A Geo-Archaeological Interpretation》. 《American Antiquity》 46 (Cambridge University Press). 471–495쪽. JSTOR 280596. S2CID 162374800.
11. ↑  Munro-Hay, Stuart (1991). 《Aksum: An African Civilisation of Late Antiquity》. Edinburgh: Edinburgh University Press. 17쪽. ISBN 0748601066.
12. ↑  Hahn, Wolfgang (2000). 《Askumite Numismatics - A critical survey of recent Research》. 《Revue Numismatique》 6. 281–311쪽. doi:10.3406/numi.2000.2289. 2021년 9월 9일에 확인함.
13. 1 2  Derat, Marie-Laure (2020). 〈Before the Solomonids: Crisis, Renaissance and the Emergence of the Zagwe Dynasty (Seventh–Thirteenth Centuries)〉.   Kelly, Samantha. 《A Companion to Medieval Ethiopia and Eritrea》. Leiden: Brill. 34쪽. ISBN 978-90-04-41958-2.
14. ↑  Munro-Hay, Stuart (1991). 《Aksum: An African Civilisation of Late Antiquity》. Edinburgh: Edinburgh University Press. 15–16쪽. ISBN 0748601066.
15. ↑  Munro-Hay, Stuart (1991). 《Aksum: An African Civilisation of Late Antiquity》. Edinburgh: Edinburgh University Press. 55쪽. ISBN 0748601066.
16. 1 2  Fritsch, Emmanuel; Kidane, Habtemichael (2020). 〈The Medieval Ethiopian Orthodox Church and Its Liturgy〉.   Kelly, Samantha. 《A Companion to Medieval Ethiopia and Eritrea》. Leiden: Brill. 169쪽. ISBN 978-90-04-41958-2.
17. ↑  Selassie, Sergew Hable (1972). 《Ancient and Medieval Ethiopian History to 1270》. 68쪽.
18. 1 2 3 4 5 6 7  Munro-Hay, Stuart (1991). 《Aksum: An African Civilization of Late Antiquity》 (PDF). Edinburgh: University Press. 57쪽. 2013년 1월 23일에 원본 문서 (PDF)에서 보존된 문서. 2013년 2월 1일에 확인함.
19. ↑  Pankhurst, Richard K. P. (2003년 1월 17일). “Let's Look Across the Red Sea I”. 《Addis Tribune》. 2006년 1월 9일에 원본 문서에서 보존된 문서. 2013년 2월 1일에 확인함.
20. ↑  Munro-Hay, Stuart (1991). 《Aksum: An African Civilisation of Late Antiquity》. Edinburgh: Edinburgh University Press. 61–62쪽. ISBN 0748601066.
21. 1 2 3  Archived copy ufl.edu 보관됨 2018-03-29 - 웨이백 머신
22. 1 2 3  “Aksum”.
23. ↑  Uhlig, Siegbert. 《Encyclopaedia Aethiopica: A-C》. 173쪽.
24. ↑  Uhlig, Siegbert. 《Encyclopaedia Aethiopica: A-C》. 181쪽.
25. ↑  S. C. Munro-Hay (1991) Aksum: An African Civilization of Late Antiquity. Edinburgh: University Press. p. 40. ISBN 0748601066
26. ↑  Phillips, Jacke (2016). 〈Aksum, Kingdom of〉.   MacKenzie, John M. 《The Encyclopedia of Empire》. Hoboken: John Wiley & Sons, Ltd. 1–2쪽. ISBN 9781118455074.
27. ↑  Binyam, Yonatan; Krebs, Verena (2024). 《'Ethiopia' and the World, 330-1500 CE》. Cambridge University Press. 5–6쪽.
28. ↑  Uhlig, Siegbert. 《Encyclopaedia Aethiopica: A-C》. 174쪽.
29. ↑  George Hatke, Aksum and Nubia: Warfare, Commerce, and Political Fictions in Ancient Northeast Africa (New York University Press, 2013), pp. 44. ISBN 0-7486-0106-6
30. ↑  《The Christian Topography of Cosmas Indicopleustes》. 《Nature》 84. August 1910. 133–134쪽. Bibcode:1910Natur..84..133.. doi:10.1038/084133a0. hdl:2027/coo1.ark:/13960/t07w6zm1b. ISSN 0028-0836. S2CID 3942233.
31. ↑  Uhlig, Siegbert. 《Encyclopaedia Aethiopica: A-C》. 175쪽.
32. ↑  Uhlig, Siegbert. 《Encyclopaedia Aethiopica: A-C》. 176쪽.
33. ↑  Uhlig, Siegbert. 《Encyclopaedia Aethiopica: A-C》. 177쪽.
34. ↑  Uhlig, Siegbert. 《Encyclopaedia Aethiopica: He-N》. 1193쪽.
35. ↑  Bury, J. B. (1923). 《History of the Later Roman Empire》 II. Macmillan. 325–326쪽.
36. ↑  Uhlig, Siegbert. 《Encyclopaedia Aethiopica: A-C》. 178쪽.
37. ↑  Uhlig, Siegbert. 《Encyclopaedia Aethiopica: A-C》. 178쪽.
38. ↑  E. Cerulli, "Ethiopia's Relations with the Muslim World" in Cambridge History of Africa: Africa from the Seventh to the Eleventh century, p. 575.
39. ↑  Trimingham, Spencer, Islam in Ethiopia, p. 46.
40. ↑  Uhlig, Siegbert. 《Encyclopaedia Aethiopica: A-C》. 178쪽.
41. ↑  González-Ruibal, Alfredo. 《Rise of the Nomad Kings—Pastoral Polities in the Horn of Africa (a.d. 650–1000)》. Taylor & Francis.
42. ↑  Trimingham, Spencer, Islam in Ethiopia, p. 49.
43. ↑  Uhlig, Siegbert. 《Encyclopaedia Aethiopica: A-C》. 178쪽.
44. ↑  Taddesse Tamrat, Church and State in Ethiopia (Oxford: Clarendon Press, 1972), p. 36.
45. ↑  Evetts, B.: "History of the Patriarchs of the Coptic Church of Alexandria", by Sawirus ibn al-Mukaffa', bishop of al-Ashmunien, Vol I, IV, Menas I to Joseph, PO X fasc. 5. pp 375-551, Paris, 1904
46. ↑  Werner J. Lange, "History of the Southern Gonga (southwestern Ethiopia)", Steiner, 1982, p. 18
47. 1 2  Henze, Paul B. (2000). 《Layers of Time: A History of Ethiopia》 (영어). Hurst & Company. ISBN 978-1-85065-393-6.
48. ↑  Childress, David Hatcher (2015년 10월 27일). 《Ark of God: The Incredible Power of the Ark of the Covenant》 (영어). SCB Distributors. ISBN 978-1-939149-60-2.
49. ↑  Jewel, Lady (August 2012). 《Keeper of the Ark (a Moses Trilogy): For the Love of Moses, for the Children of Moses, for the Children of God》 (영어). WestBow. ISBN 978-1-4497-5061-9.
50. ↑  Mekonnen, Yohannes K. (April 2013). 《Ethiopia: The Land, Its People, History and Culture》. New Africa Press. ISBN 978-9987-16-024-2.
51. ↑  Hable Selassie, Sergew. 《Ancient and Medieval Ethiopian History to 1270》. 27쪽.
52. ↑  Taddesse Tamrat, Church and State in Ethiopia (Oxford: Clarendon Press, 1972), p. 50.
53. ↑  Crawford Young, The Rising Tide of Cultural Pluralism: The Nation-state at Bay?, (University of Wisconsin Press: 1993), p. 160
54. ↑  Pankhrust, Richard (1997). 《The Ethiopian Borderlands》. The Red Sea Press. 33쪽. ISBN 9780932415196.
55. ↑  Hatke, George (2013년 1월 7일). 《Aksum and Nubia》. NYU Press. ISBN 9780814762837.
56. ↑  Uhlig, Siegbert. 《Encyclopaedia Aethiopica: A-C》. 187쪽.
57. ↑  Finneran, Niall (2007년 11월 8일). 《The Archaeology of Ethiopia》. Routledge. 157쪽.
58. ↑  Uhlig, Siegbert. 《Encyclopaedia Aethiopica: A-C》. 187쪽.
59. 1 2 3  “The wealth of Africa – The kingdom of Aksum: Teachers' notes” (PDF). 《The British Museum》. 2019년 11월 4일에 원본 문서 (PDF)에서 보존된 문서.
60. 1 2 3  “Daily Life in Aksum” (PDF). 《www.hmhco.com/ (formerly eduplace.com)》. Research Reports: Daily Life in Ancient Times. Houghton Mifflin Company. 2020년 8월 3일에 원본 문서 (PDF)에서 보존된 문서.
61. ↑  Cox, George O. (2015). 《African Empires and Civilizations : Ancient and Medieval》. Routledge. 71쪽.
62. ↑  《Abba Salama Volumes 6-8》. University of California. 1975. 24쪽.
63. ↑  Andebrhan Welde Giorgis (2014). 《Eritrea at a Crossroads A Narrative of Triumph, Betrayal and Hope》. Strategic Book Publishing and Rights Company. 19쪽.
64. ↑  Raoul McLaughlin, The Roman Empire and the Indian Ocean, p. 114, Barnsley, Pen & Sword Military, 2012, ISBN 9781-78346-381-7.
65. 1 2  Judith S. McKenzie; Francis Watson (2016). 《The Garima Gospels: Early Illuminated Gospel Books from Ethiopia》. NYU Press. 18쪽.
66. ↑  American Numismatic Society (1984). 《Museum Notes, Volumes 29 to 31》. American Numismatic Society. 165쪽.
67. ↑  F. J. Nöthling (1989). 《Pre-colonial Africa: Her Civilisations and Foreign Contacts》. Southern Book Publishers. 58쪽.
68. ↑  Louise Minks (1995). 《Traditional Africa》. Lucent Books. 28쪽.
69. ↑  Unesco. International Scientific Committee for the Drafting of a General History of Africa (1981). 《Ancient Civilizations of Africa》. Heinemann Educational Books. 398쪽.
70. ↑  James Cowles Prichard (1826). 《Researches Into the Physical History of Mankind, Volume 1》. John and Arthur Arch, Cornhill. 284쪽.
71. ↑  《The Encyclopædia Britannica: The New Volumes, Constituting, in Combination with the Twenty-nine Volumes of the Eleventh Edition, the Twelfth Edition of that Work, and Also Supplying a New, Distinctive, and Independent Library of Reference Dealing with Events and Developments of the Period 1910 to 1921 Inclusive, Volume 24》. Encyclopædia Britannica Company, Limited. 1911. 629쪽.
72. ↑  Thomas O. Lambdin (2018). 《Introduction to Classical Ethiopic (Geʻez)》. Brill. 1쪽.
73. ↑  American University (Washington, D.C.). Foreign Areas Studies Division; Irving Kaplan (1964). 《Area Handbook for Ethiopia》. U.S. Government Printing Office. 34쪽.
74. ↑  Munro-Hay, Stuart (1991). 《Aksum: An African Civilisation of Late Antiquity》. Edinburgh: Edinburgh University Press. 5쪽. ISBN 0748601066.
75. ↑  Muḥammad Jamāl al-Dīn Mukhtār (1990). 《UNESCO General History of Africa, Vol. II, Abridged Edition: Ancient Africa》. University of California Press. 234쪽.
76. ↑  Kim, Sergey (2022년 11월 8일). 《New Studies of the Structure and the Texts of Abba Garima Ethiopian Gospels》. 《Afriques. Débats, méthodes et terrains d'histoire》 (영어). doi:10.4000/afriques.3494. ISSN 2108-6796.
77. ↑  Hatke, Georg (2022). 《Religious Ideology in the Gəʿəz Epigraphic Corpus from Yemen》. 《Rocznik Orientalistyczny》 (영어) 75. 76–78쪽. ISSN 0080-3545.
78. ↑  Bausi, Alessandro; Brita, Antonella; Marco Di Bella; Nosnitsin, Denis; Rabin, Ira; Sarris, Nikolas (2020). 《The Aksumite Collection or Codex Σ (Sinodos of Qǝfrǝyā, MS C3-IV-71/C3-IV-73, Ethio-SPaRe UM-039): Codicological and Palaeographical Observations. With a Note on Material Analysis of Inks.》. 《Comparative Oriental Manuscript Studies Bulletin》 6. 127–171쪽. doi:10.25592/uhhfdm.8470.
79. ↑  Hatke, Georg (2022). 《Religious Ideology in the Gəʿəz Epigraphic Corpus from Yemen》. 《Rocznik Orientalistyczny》 (영어) 75. 73쪽. ISSN 0080-3545.
80. ↑  Butts, Aaron (2021). 〈Ethiopic〉.   Walters, J. Edward. 《Eastern Christianity: a reader》. Chicago: Wm. B. Eerdmans Publishing Co. 369–370쪽. ISBN 978-0-8028-7686-7.
81. ↑  Camplani, Alberto (2021). 《Paths of Cultural Transmission Between Syria and Ethiopia: About a Recent Book on Symbolic Interpretations》. 《Aethiopica》 (영어) 24. 261–272쪽. doi:10.15460/aethiopica.24.0.1883. ISSN 2194-4024.
82. ↑  Bausi, Alessandro (2020년 1월 8일), “Ethiopia and the Christian Ecumene: Cultural Transmission, Translation, and Reception”, 《A Companion to Medieval Ethiopia and Eritrea》 (영어) (Brill), 225–226쪽, doi:10.1163/9789004419582_010, ISBN 978-90-04-41958-2, 2025년 3월 28일에 확인함
83. ↑  Phillipson, David (2012). 《Foundations of an African Civilisation: Aksum and the northern Horn, 1000 BC – AD 1300》. James Currey. 91쪽. ISBN 978-1847010414.
84. ↑  G. Mokhtar, 편집. (1990). 《UNESCO General History of Africa: Ancient Africa v. 2》. University of California Press. 221쪽. ISBN 978-0520066977.
85. ↑  Kaplan, Steve (1994). 《The Beta Israel (Falasha) in Ethiopia: From the Earliest Times to the Twentieth Century》. New York University Press. ISBN 978-0814746646.
86. ↑  Munro-Hay, Stuart (2010).  Henry Louis Gates Jr., Kwame Anthony Appiah, 편집. 《Encyclopedia of Africa Vol. I》. Oxford University press. 77쪽. ISBN 978-0195337709.
87. ↑  Adejumobi, Saheed A. (2007). 《The History of Ethiopia》. Greenwood Publishing Group. 171쪽. ISBN 978-0-313-32273-0.
88. 1 2  “GoBlues - Asheville School” (PDF). 2023년 5월 16일.
89. 1 2  Bekerie, Ayele. “The Rise of the Askum Obelisk is the Rise of Ethiopian History” (PDF). Newark, USA: Rutgers University. 2017년 1월 7일에 원본 문서 (PDF)에서 보존된 문서. 2017년 1월 6일에 확인함.
90. 1 2 3  Kingdom of Axum 보관됨 2020-09-25 - 웨이백 머신
91. 1 2 3  Záhoří, Jan (February 2014). “Review: Phillipson, (2012). Foundations of an African civilization: Aksum & the Northern Horn, 1000 BC - AD 1300” (PDF). 2017년 1월 7일에 원본 문서 (PDF)에서 보존된 문서. 2017년 1월 6일에 확인함.
92. ↑  Wybrew, Hugh. “A History of Christianity in the Middle East & North Africa”. Jerusalem & Middle East Church Association. 2014년 2월 3일에 원본 문서에서 보존된 문서. 2013년 2월 25일에 확인함.
93. ↑  Trimingham, Spencer, Islam in Ethiopia, p. 47.
94. ↑  Butzer, Karl W. (July 1981). 《Rise and Fall of Axum, Ethiopia: A Geo-Archaeological Interpretation》. 《American Antiquity》 (영어) 46. 471–495쪽. doi:10.2307/280596. ISSN 0002-7316. JSTOR 280596. S2CID 162374800.
95. ↑  Sergew Hable, Sellassie (1972). 《Ancient and medieval Ethiopian history to 1270》. Addis Ababa. 79쪽.
96. ↑  Anfray, Francis (1965). 《Maṭarā. — Deuxième, troisième et quatrième campagnes de fouilles. In: Annales d'Ethiopie. Volume 6》 (프랑스어). 69쪽.
97. ↑  The effect of the Indian Ocean trading system on the rise of Aksum is described in State Formation in Ancient Northeast Africa and the Indian Ocean Trade 보관됨 2009-01-14 - 웨이백 머신, by Stanley M. Burstein.
98. ↑  Butzer, Karl W. (1981). 《Rise and Fall of Axum, Ethiopia: A Geo-Archaeological Interpretation》 (PDF). 《American Antiquity》 46. 471–495쪽. doi:10.2307/280596. JSTOR 280596. S2CID 162374800 – University of Texas at Austin 경유.

## 추가 자료
- Bausi, Alessandro (2018). 《Translations in Late Antique Ethiopia》 (PDF). 《Egitto Crocevia di Traduzioni》 1 (EUT Edizioni Università di Trieste). 69–100쪽. ISBN 978-88-8303-937-9. 2018년 9월 4일에 원본 문서 (PDF)에서 보존된 문서. 2018년 9월 4일에 확인함.
- Phillipson, David W. (1998). 《Ancient Ethiopia. Aksum: Its Antecedents and Successors》. The British Museum Press. ISBN 978-0-7141-2763-7.
- Phillipson, David W. (2012). 《Foundations of an African civilization: Aksum & the Northern Horn, 1000 BC - AD 1300》. Woodbridge, Suffolk: James Currey. ISBN 978-1-84701-088-9.
- Yule, Paul A., 편집. (2013). 《Late Antique Arabia Ẓafār, Capital of Ḥimyar, Rehabilitation of a 'Decadent' Society, Excavations of the Ruprecht-Karls-Universität Heidelberg 1998–2010 in the Highlands of the Yemen》. Abhandlungen Deutsche Orient-Gesellschaft, vol. 29, Wiesbaden, pp. 251–54. ISBN 978-3-447-06935-9.